# Gothique international italien

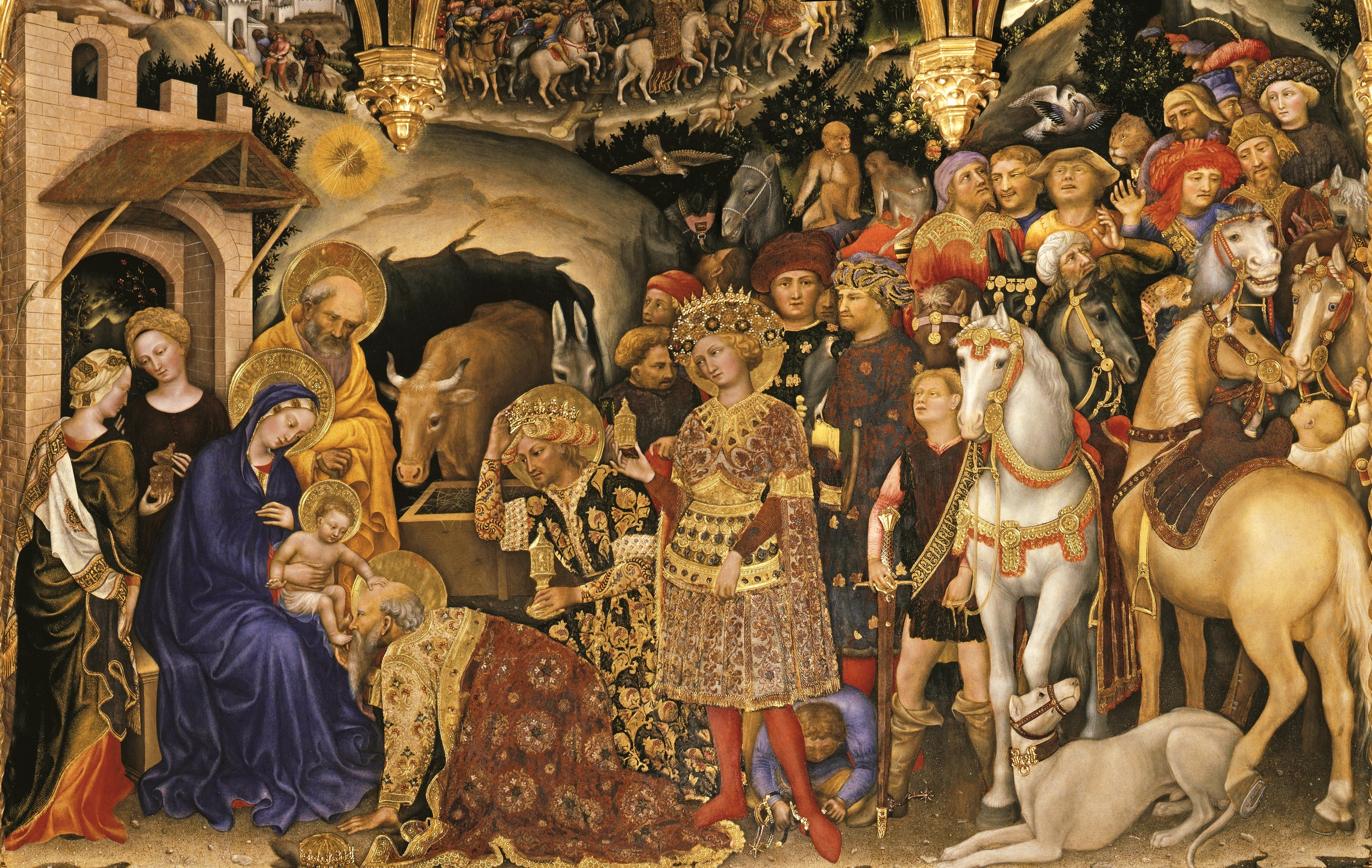
Gentile da Fabriano, Adoration des mages (détail), Galerie des Offices, Florence (1423).

Le gothique international italien ou gothique tardif italien  est un style d'art figuratif datant d'environ 1370 et qui s'étend en Italie jusqu'à la première moitié du XVe siècle.
Cette phase stylistique, comme souligné dans son nom, a une extension internationale, avec des caractères communs, mais aussi avec de nombreuses variables locales. Le style ne s'est pas propagé à partir d'un centre de rayonnement, comme cela avait été le cas par exemple pour le gothique et l'Île-de-France, mais sa propagation est plutôt le résultat d'un dialogue entre les cours européennes, favorisé par de nombreux échanges mutuels. Parmi ces cours, la cour papale a un rôle prééminent, en particulier celle d'Avignon, véritable lieu de rencontres et d'échanges pour les artistes venus de tout le continent.
L'Italie, divisée politiquement, est sillonnée par des artistes qui diffusent ce style (notamment Pisanello, Michelino da Besozzo et Gentile da Fabriano) et génèrent également de nombreuses variations régionales. La langue gothique « internationale » exprime le rajeunissement de la tradition gothique (encore liée à la fin du XIVe siècle à la langue giottesque), mais seules certaines régions offrent des contributions originales et produisent des « protagonistes » de dimension européenne, tandis que d'autres présentent des traits stylistiques individuels plus superficiels. La Lombardie et, à des degrés divers, Venise et Vérone se démarquent parmi les zones les plus concernées. À Florence le gothique international entre très tôt en concurrence avec le style Renaissance naissant, mais rencontre néanmoins la faveur d'une clientèle riche et cultivée, à la fois religieuse et privée.

## Humanisme
Lorsque des écrivains humanistes s'enthousiasment pour la peinture de leur temps, c'est en faveur des peintres qui participent au « gothique international », et non des artistes que l'histoire a retenus comme les fondateurs de la peinture moderne. Ainsi dans son De viris illustribus, écrit en 1456, Bartolomeo Facio dresse la liste des grands peintres contemporains et cite Gentile da Fabriano, Jan Van Eyck, Pisanello, Roger van der Weyden…, marque de l'impact du milieu humaniste de Vérone, rassemblé autour de Guarino, et celui du goût d'Alphonse de Naples, auquel l'ouvrage est dédié.

## Lombardie

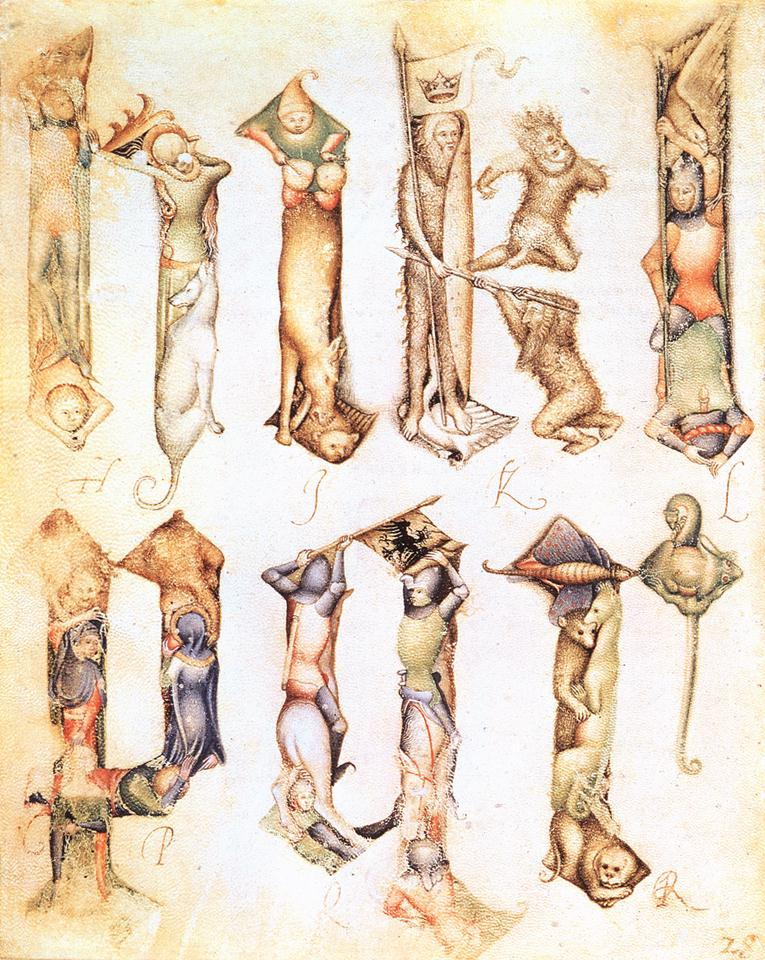
Giovannino de' Grassi, Lettres gothiques figurées (H, I, K, L, P, Q, R), d'après un livre de modèles, Bibliothèque Angelo Mai, Bergame (1390).

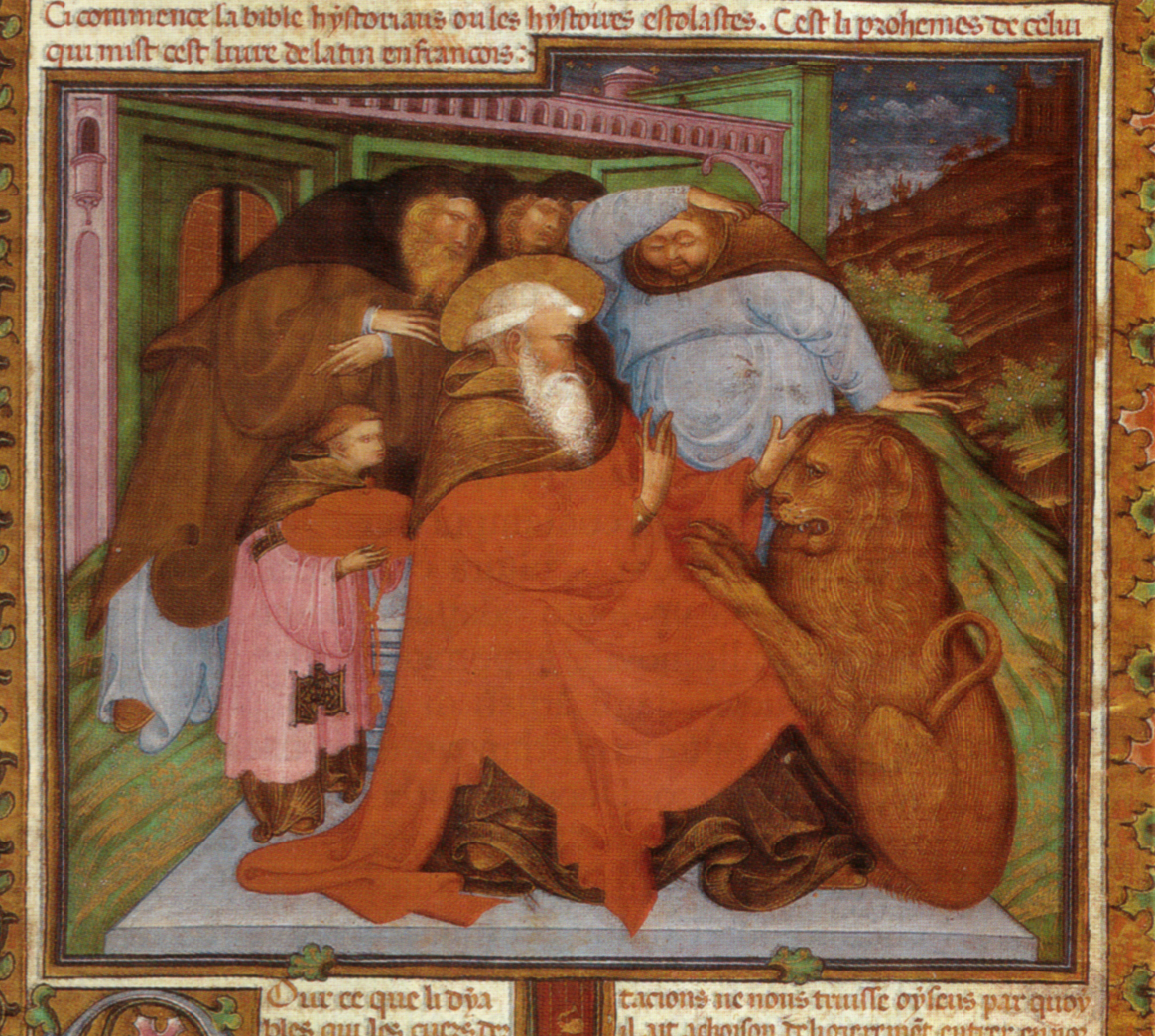
Belbello da Pavia, saint Jérôme, Bible de Nicolas d'Este (1431-1434), Bibliothèque apostolique vaticane.

Avec Jean Galéas Visconti (au pouvoir de 1374 à 1402), un programme politique est lancé visant à unifier le nord de l'Italie en une monarchie. Le chantier de construction de la cathédrale de Milan  pour lequel Visconti a attiré des ouvriers français et allemands  débute.
L'atelier de miniatures de Visconti est surtout actif à Pavie et vers 1370 a déjà développé un rapprochement entre les couleurs de Giotto et les thèmes courtois et chevaleresques. Les protagonistes de cette première manière sont l'enlumineur anonyme auteur de Guiron le Courtois et de Lancelot du Lac, aujourd'hui à la Bibliothèque nationale de France à Paris, et Giovannino de' Grassi, qui miniaturise le livre d'heures Offiziolo, avec des représentations d'une grande élégance linéaire, d'une précision naturaliste et d'une grande valeur décorative. La génération suivante, en particulier avec Michelino da Besozzo, reprend cet héritage d'une manière encore plus libre, imaginative et internationale. Dans l'Offiziolo Bodmer il utilise une ligne fluide, des couleurs douces et un rythme précieux dans le dessin des personnages qui ignore les problèmes spatiaux en toute indifférence ; tout est enrichi de détails naturalistes, tirés de l'observation directe.
Le style gracieux de Michelino a du succès et attire pendant longtemps un large public. Par exemple, toujours en 1444, les fresques de la  chapelle de la reine Théodelinde du Dôme de Monza par les frères Zavattari se caractérisent par des couleurs douces, des personnages étonnés et en apesanteur, tirés du monde courtois ; d'autres exemples de ce type sont également recensés dans la seconde moitié du XVe siècle.
L'autre tendance, à côté du style doux de Michelino, est le grotesque, dont les œuvres de Franco e Filippolo de Veris dans la fresque du Jugement dernier dans l'église Santa Maria dei Ghirli de Campione d'Italia (1400) sont un témoignage, tout comme les miniatures expressives de Belbello da Pavia. Par exemple, dans la Bible de Nicolas d'Este, enluminée par Belbello en 1431-1434, des lignes fluides et déformantes, des figures physiquement imposantes, des gestes excessifs et des couleurs vives et changeantes, sont utilisées. L'artiste reste fidèle à ce lexique tout au long de sa longue carrière jusque vers 1470.
Dans le domaine profane, les grands cycles picturaux conservés, avec des scènes élégantes illustrant les passe-temps de la vie de cour, sont le cycle des fresques des soi-disant Jeux Borromée au Palazzo Borromeo à Milan, et les décorations de la Sala degli Svaghi, de la Sala dei Vizi et des Vertus du Château de Masnago, dont les auteurs n'ont pas encore été identifiés.

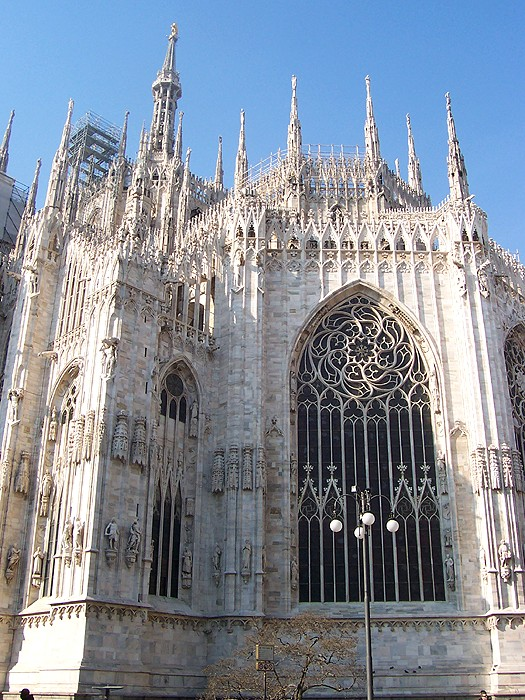
Partie de l'abside de la cathédrale de Milan.
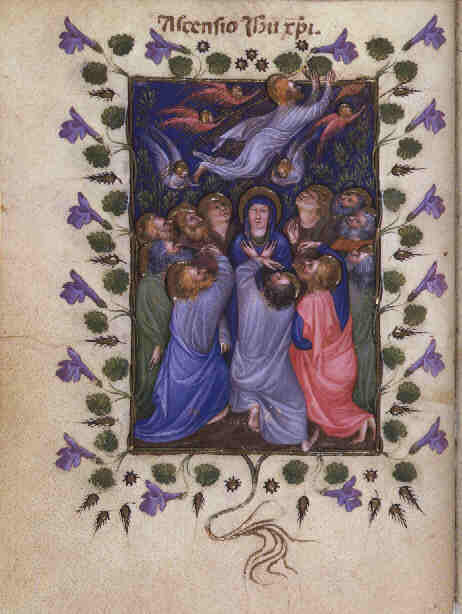
Michelino da Besozzo, Offiziolo Bodmer ( Livre d'heures ), première moitié du XVe siècle, Pierpont Morgan Library, New York.
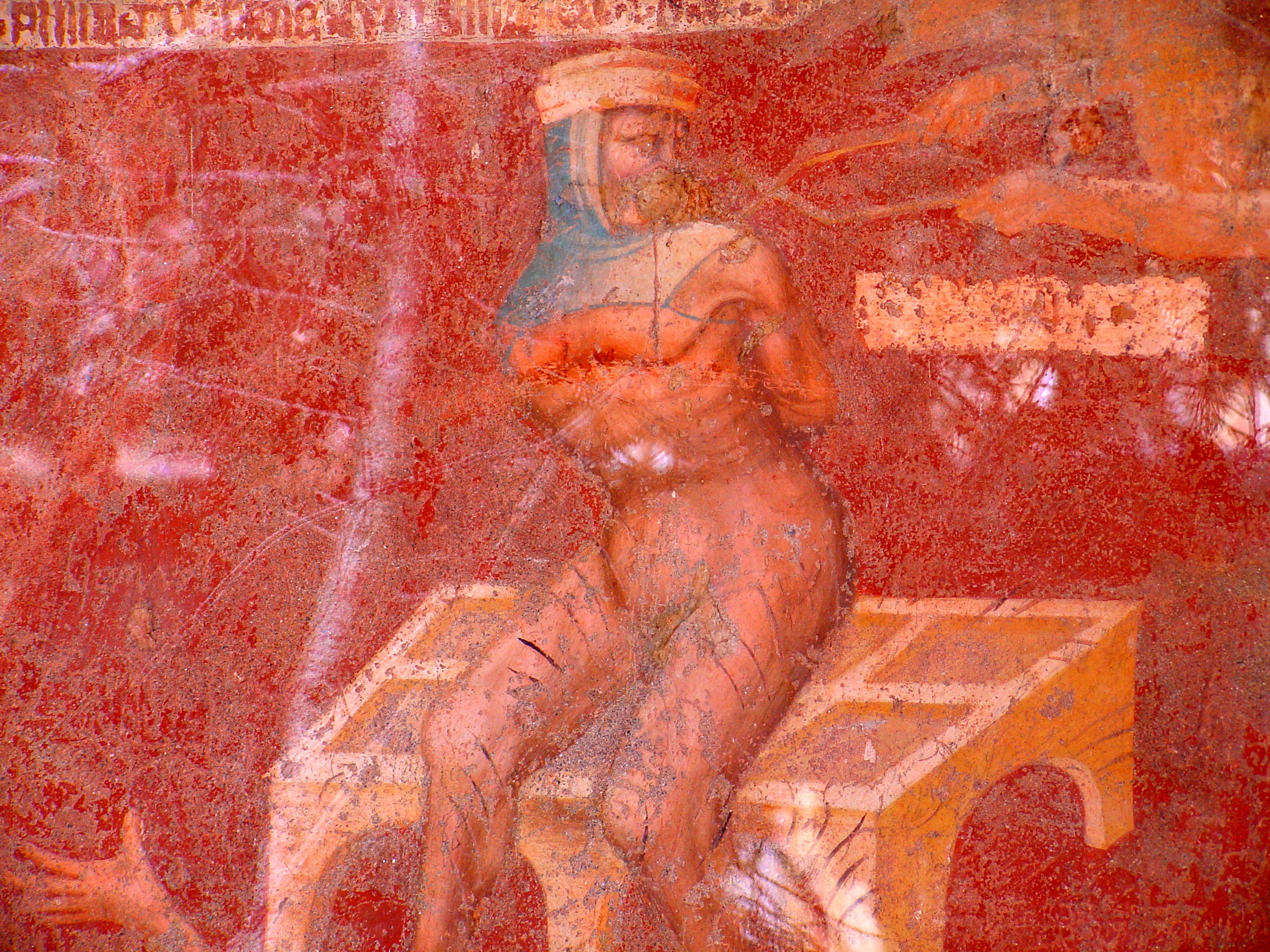
Franco e Filippolo de Veris, Jugement dernier (Enfer), Chiesa di Santa Maria dei Ghirli, Campione d'Italia (1400).
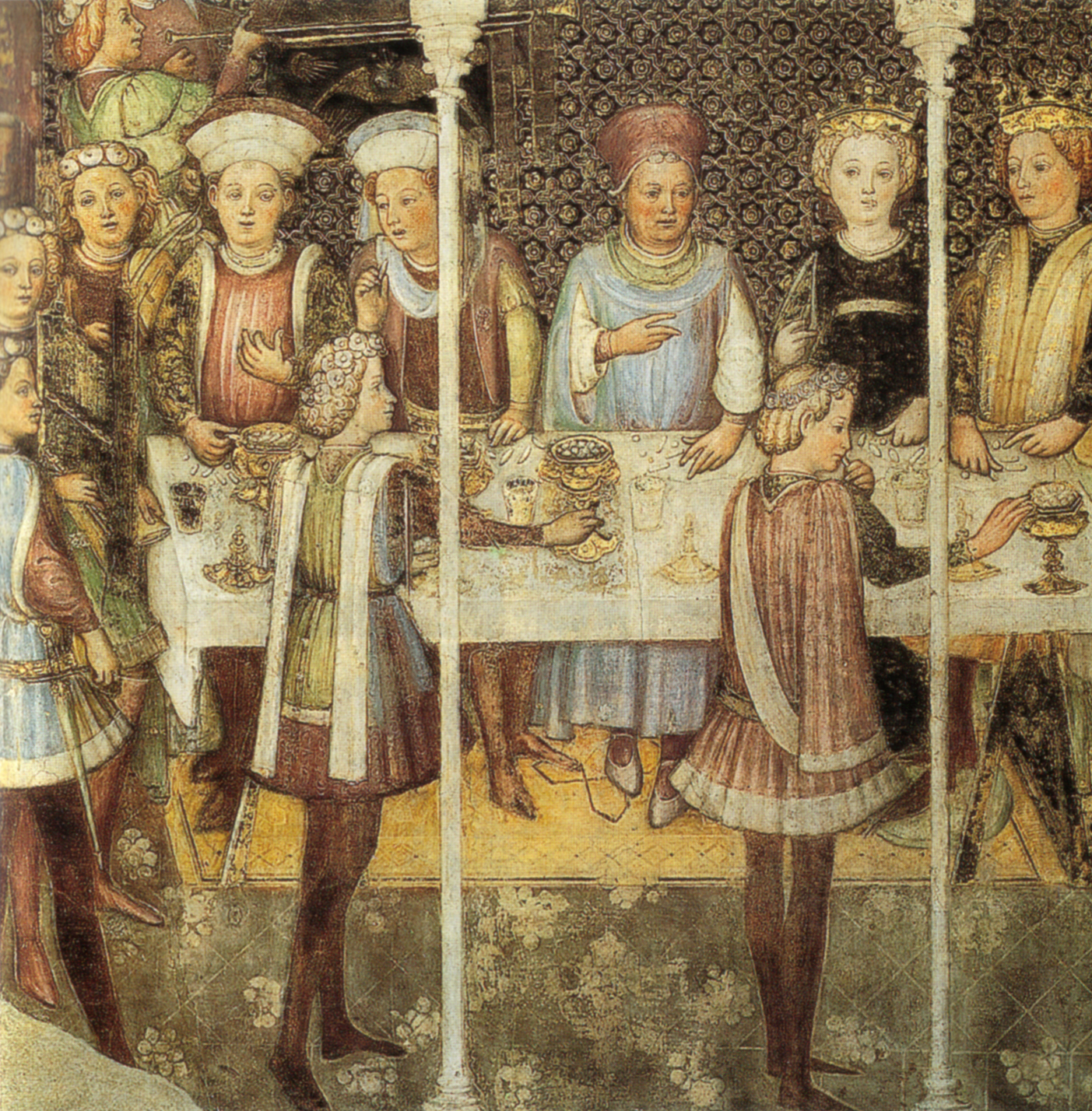
Frères Zavattari, Banquet de mariage, d'après les fresques de la Chapelle de la reine Théodelinde, Monza (1444).
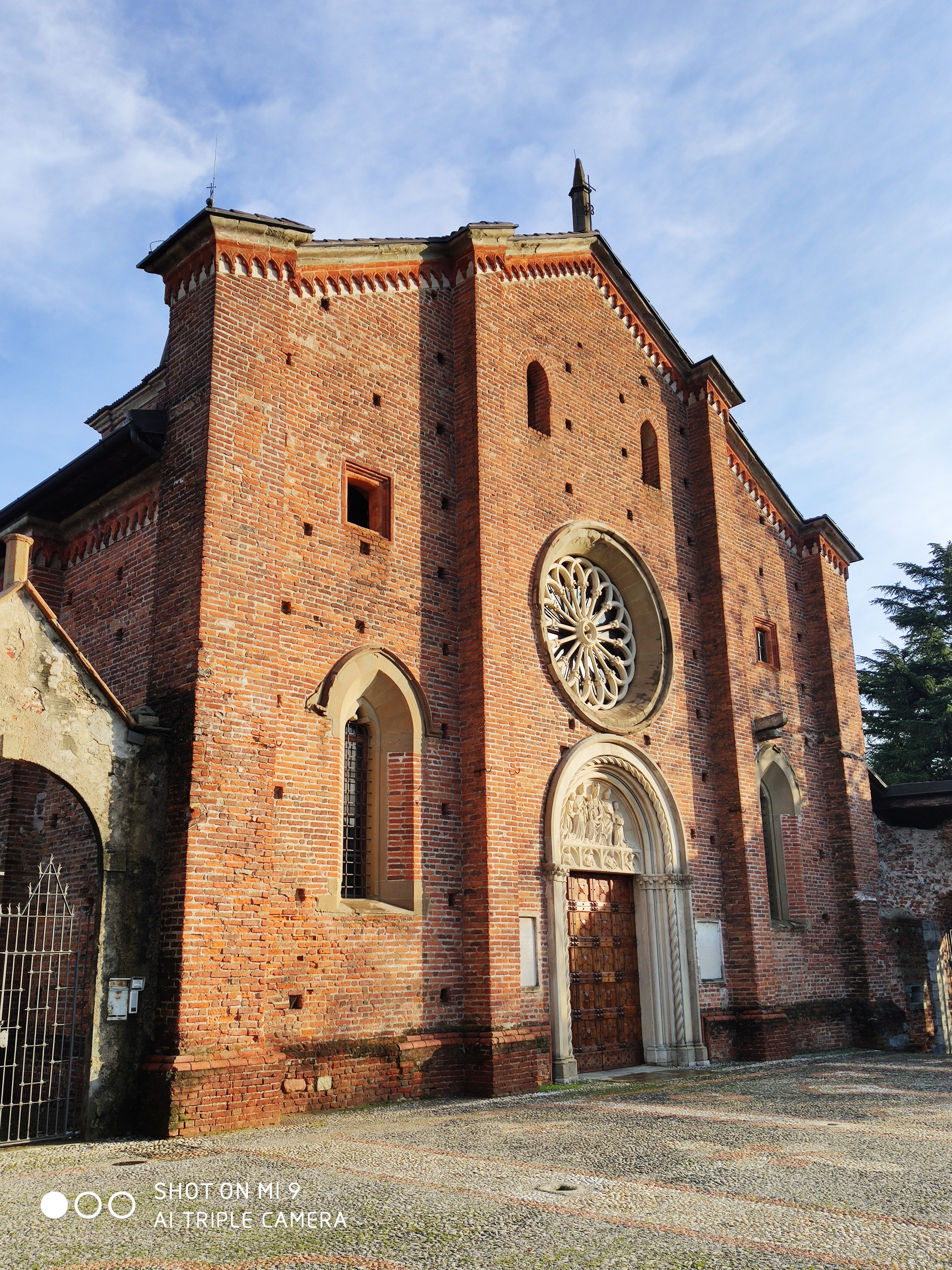
Collégiale de Castiglione Olona.
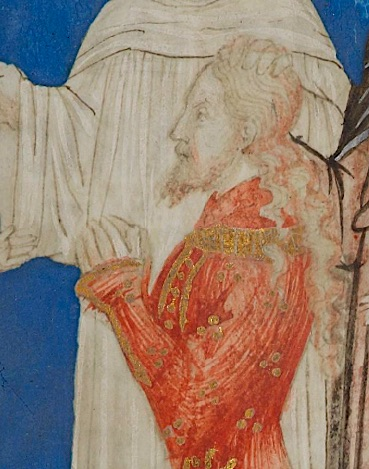
Détail par Bernando Visconti
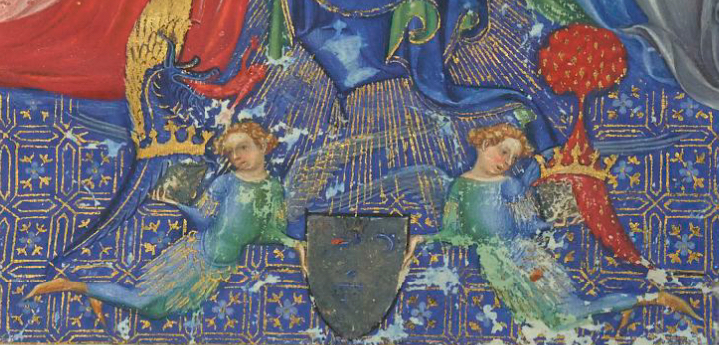
Miniature de l'ère Visconti

## Venise

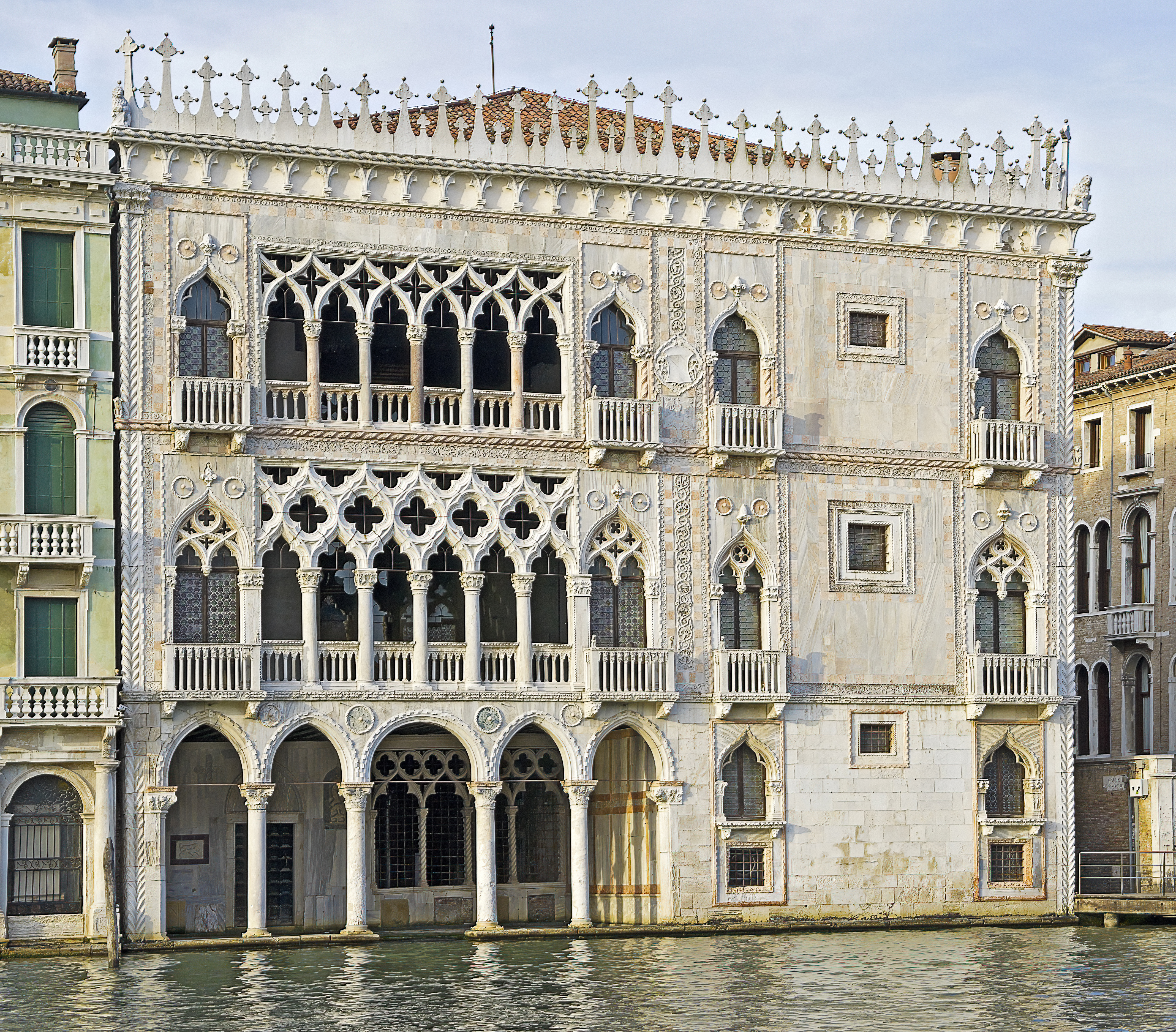
Ca « d'Oro (1421 - 1440), Venise

Au cours des deux premières décennies du XVe siècle, Venise initie un tournant politique, concentrant ses intérêts sur le continent, s'insérant plus activement dans le contexte occidental et se détachant progressivement de l'influence byzantine. Dans la peinture, la sculpture et l'architecture, une greffe contemporaine de motifs gothiques tardifs, fusionnés avec le substrat byzantin, apparait : les subtilités linéaires et chromatiques du gothique sont en fait très proches des somptueuses abstractions du style oriental. Ce renouveau est également favorisé par l'afflux d'artistes venus de l'extérieur, œuvrant à la  basilique Saint-Marc et au Palais des Doges.
La basilique est couronnée de coupoles et il est décidé en 1422 d'agrandir le Palais des Doges du côté de la place, jusqu'à Saint-Marc, en conservant le style de la partie précédente, du XIVe siècle. C'est ainsi qu'un style architectural « vénitien » est consacré, libéré des modes européennes du moment et réutilisé pendant des siècles. Les élégantes fenêtres à plusieurs lancettes aux arcs finement décorés des Ca 'Foscari, Palazzo Giustinian et Ca' d'Oro appartiennent à ce style, où autrefois la façade était également décorée de dorures éblouissantes et d'effets polychromes. Ces bâtiments sont caractérisés par un portique au rez-de-chaussée ouvert sur l'eau pour permettre l'amarrage des bateaux, tandis que l'étage supérieur est éclairé par de grandes fenêtres, généralement en correspondance avec le hall central qui peut être atteint par un escalier qui dessert également les autres espaces. Les petits arcs et lancettes créent des décorations denses et modulables, qui multiplient les ouvertures et créent des rythmes de clair-obscur grâce à leur dentelle architecturale.
Entre 1409 et 1414, le Palais des Doges est couvert de fresques par des artistes extérieurs de grande renommée tels que Pisanello, Michelino da Besozzo (peut-être) et Gentile da Fabriano, œuvres aujourd'hui presque totalement perdues pour différentes raisons. L'influence vénitienne se retrouve dans les œuvres de Gentile, comme le polyptyque du Couronnement de la Vierge de Valle Romita (1400-1410), exécuté pour un ermitage situé près de Fabriano.

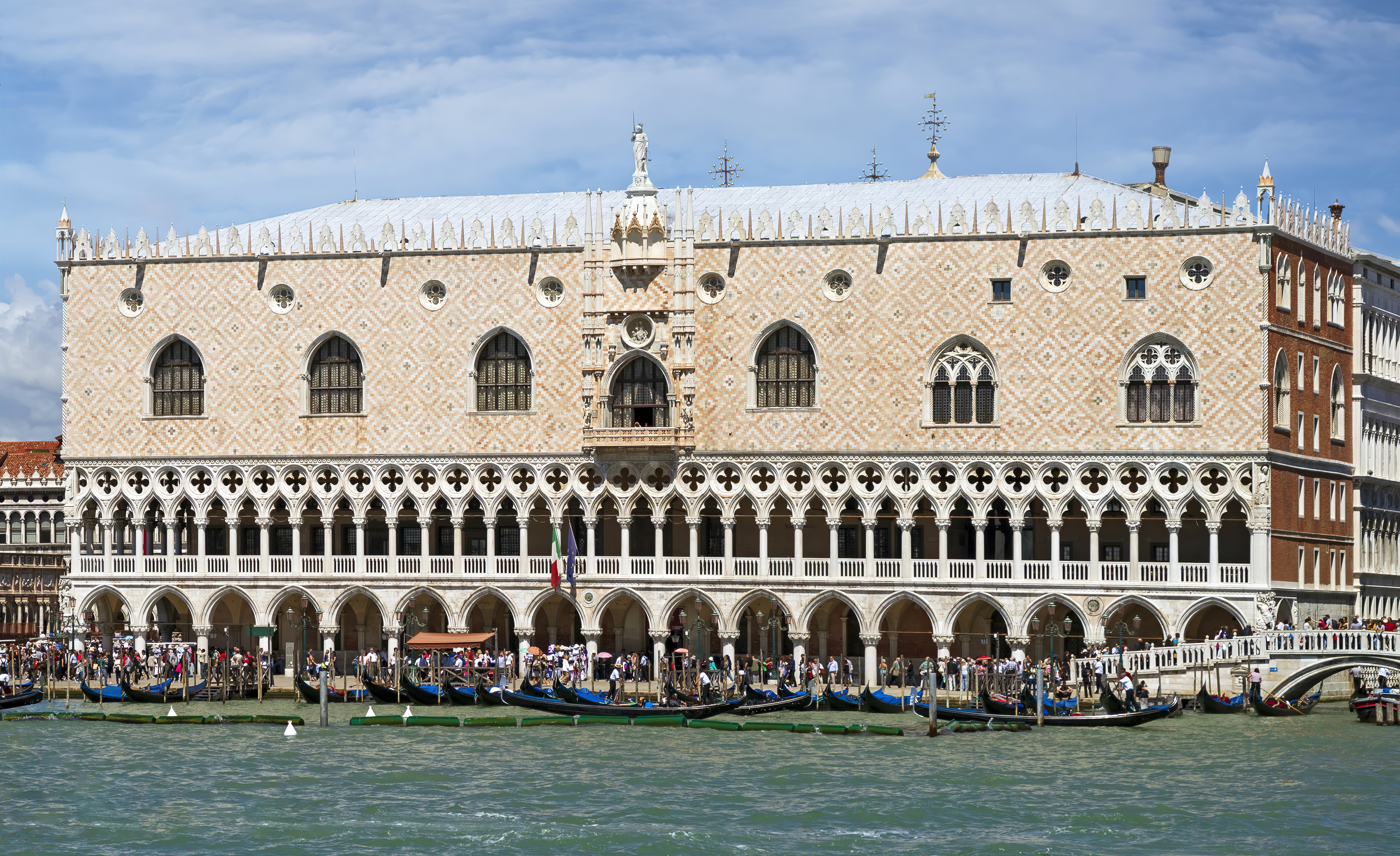
Palais des Doges (achevé à partir de 1422 ).
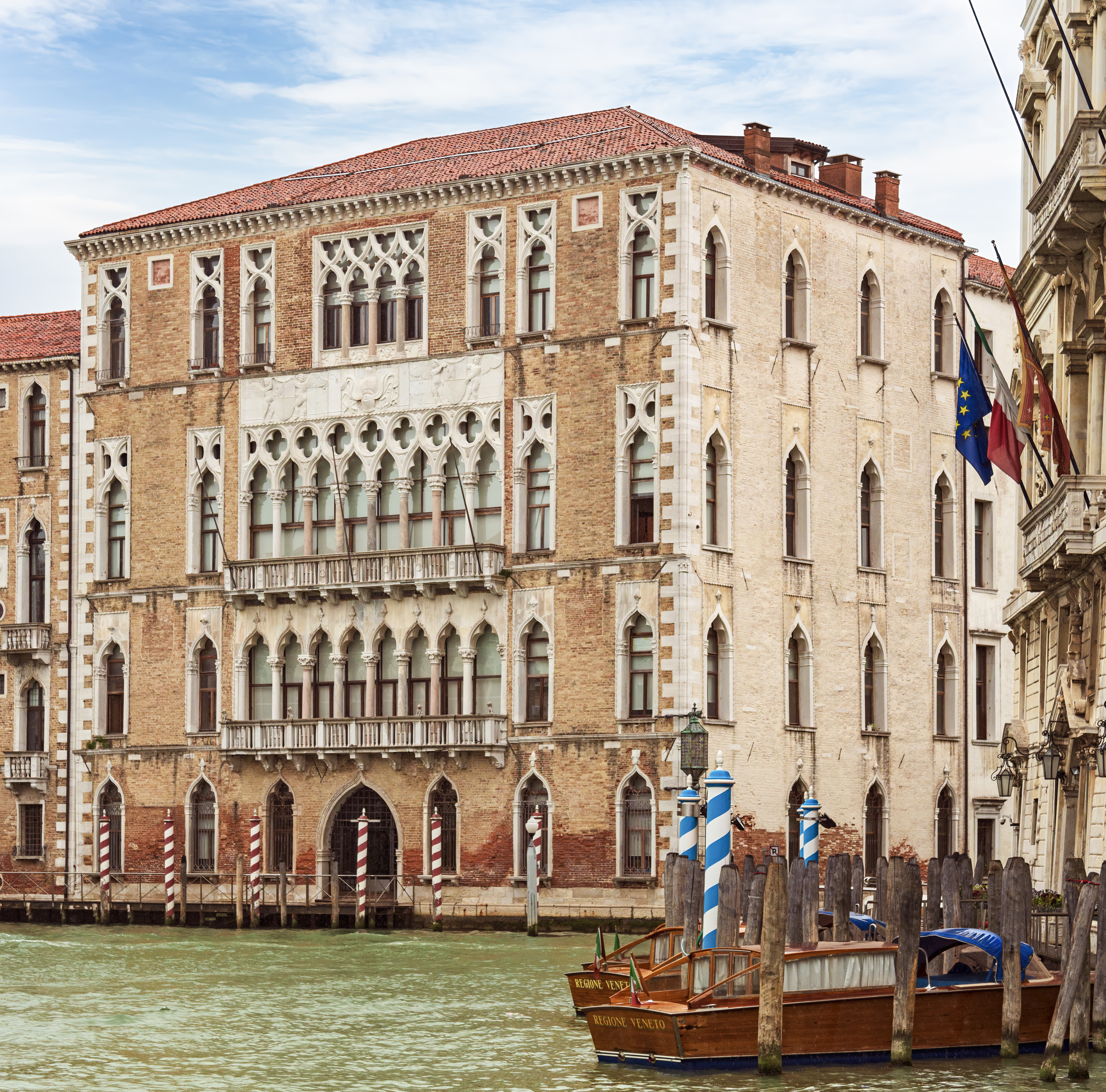
Ca' Foscari (XVe siècle).
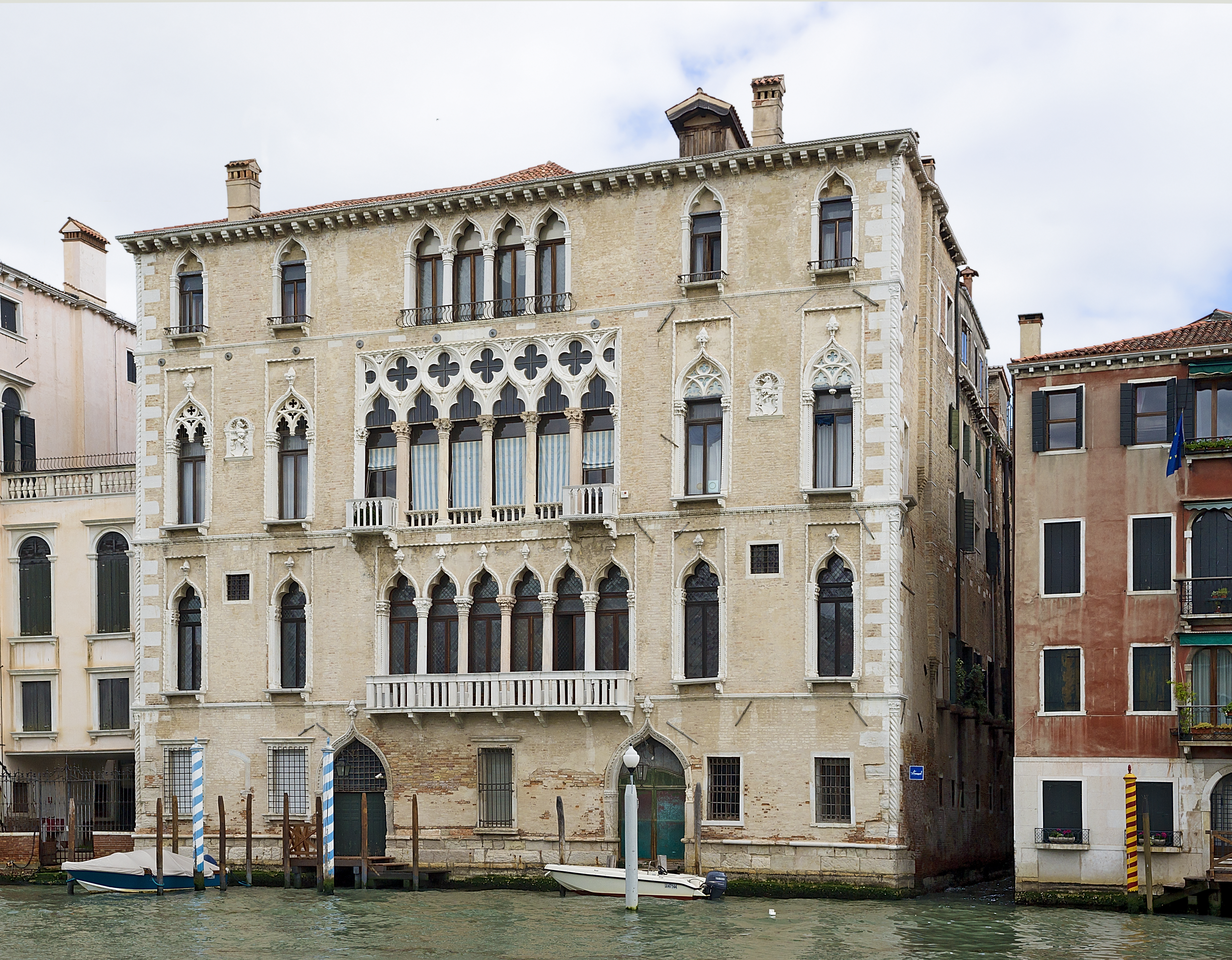
Palais Bernardo (première moitié du XVe siècle).
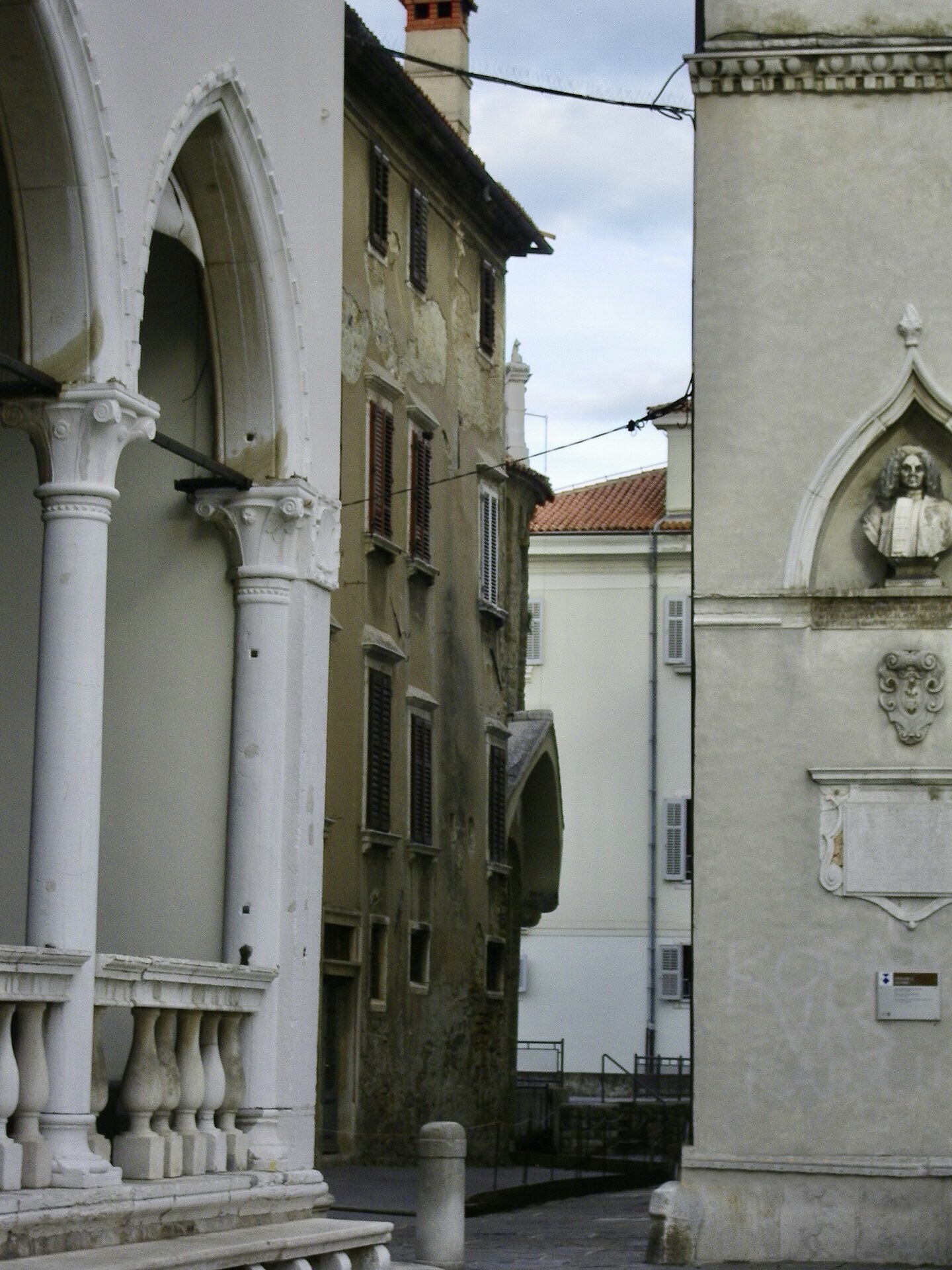
Gothique à Koper.

### Istrie
En Istrie, territoire vénitien, Giovanni di Castua travaille dans l'église de Cristoglie et Vincenzo di Càstua  dans le sanctuaire de Santa Maria alle Lastre à Vermo.

## Vérone

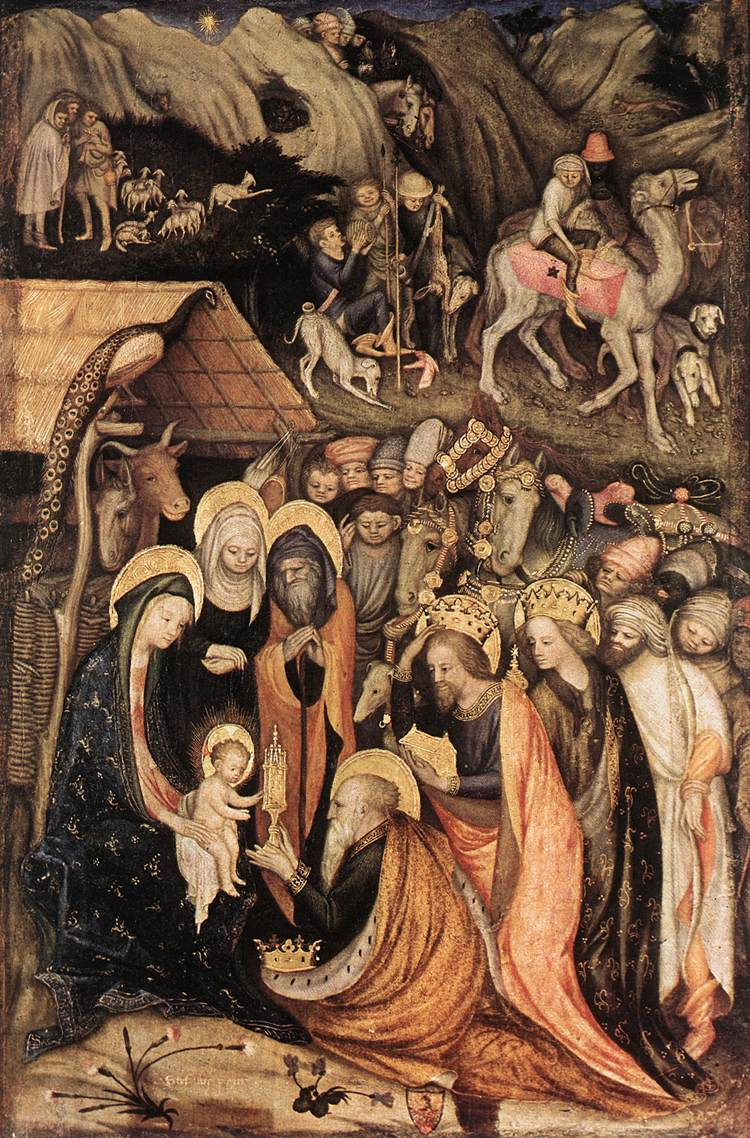
Stefano da Verona, Adoration des mages,, Brera Art Gallery, Milan (1435).

Vérone, bien que soumise à Venise depuis 1406, maintient longtemps sa propre école artistique, plus proche du style lombard du fait de la domination précédente des Visconti et le séjour d'artistes comme Michelino da Besozzo ( Madonna del Roseto, vers 1435).
Le peintre Stefano da Verona, fils d'un peintre français (Jean d'Arbois déjà au service de Philippe II de Bourgogne et Jean Galéas Visconti) est l'un des peintres les plus importants de cette période. Dans l' Adoration des Mages (signée et datée de 1435), il élabore l'une des meilleures œuvres du gothique international aux lignes douces et sinueuses, en accordant une grande attention aux détails, au rendu des matériaux et tissus précieux, au calibrage de la composition encombrée, avec un goût principalement linéaire.
Mais l'artiste actif le plus important à Vérone est Pisanello, qui amène l'art figuratif nordique à son apogée. Dans la chapelle Pellegrini de l'église Sant'Anastasia de Vérone il réalise son œuvre la plus connue, Saint Georges et la princesse, où, d'une manière très personnelle, il mélange l'élégance du détail et la tension de la narration, atteignant les sommets du « réalisme idéalisé ». Aujourd'hui, les peintures ne sont pas dans un état de conservation optimal, avec de nombreuses altérations de la surface picturale et la perte de tout le côté gauche. Pisanello déménage ensuite dans d'autres cours italiennes (Pavie, Ferrare, Mantoue, Rome), où il diffuse ses réalisations artistiques et est, à son tour, influencé par les écoles locales, en particulier en ce qui concerne la redécouverte du monde antique déjà promue par Pétrarque, à qui il se rallie en copiant de nombreux reliefs romains dans des dessins qui nous sont en partie parvenus. Sa production de dessins, véritables études de la vie, parmi les premières de l'histoire de l'art à acquérir une valeur indépendamment du travail fini sur bois, est particulièrement remarquable.

## Trentin

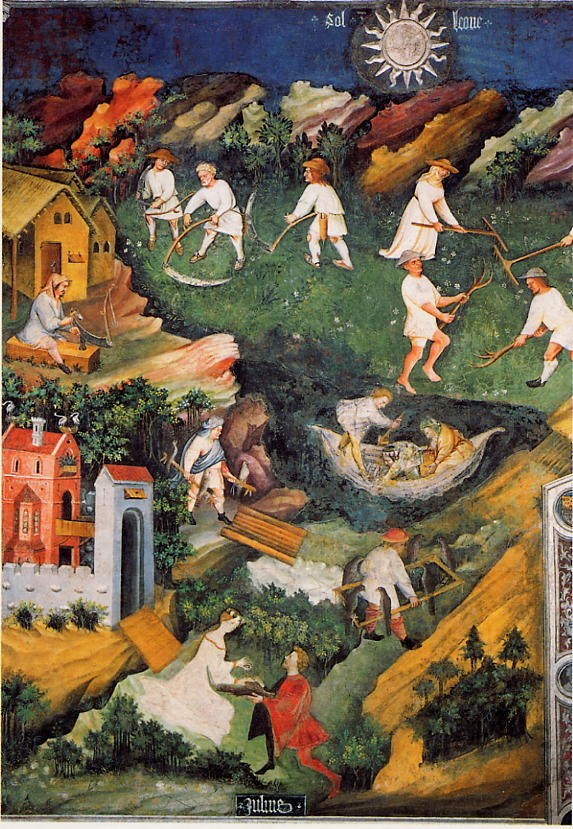
Maestro Wenceslaus (attr.), Juillet, Cycle des mois, Trente (vers 1430).

Le Trentin est lié, au-delà de l'arc alpin, aux pays germanophones et à ceux d'Europe centrale. L'ensemble de la région est riche en cycles profanes, parmi lesquels l'œuvre du Maître Wensceslau, originaire de Bohême, se distingue par sa richesse et sa qualité. Il décore la tour Aquila du château du Bon-Conseil à Trente avec le Cycle des mois, commandé par George de Lichtenstein. Les scènes sont riches en détails issus des iconographies du Tacuinum sanitatis, avec un mélange dense entre le monde chevaleresque et le monde quotidien, sans pour autant être grotesque.
La fresque des Sibylles, trouvée à Cortina d'Ampezzo, constitue un autre témoignage intéressant. Elle nous est parvenue fragmentée : la scène a probablement parlé comporte six Sibylles ou plus par paires, tenant des rouleaux. Il en reste cinq : à gauche, on reconnaît la  « Sibilla Valuensis », symbole de justice, puis, tenant une palme, peut être la « Sibilla Nicaulia » ou « Tiburtina ». La sibylle centrale à trois lions, d'après le cartouche qu'elle tient à la main, devrait être la « Sibilla Portuensis », mais ce pourrait aussi être la « sibylle libyenne » en raison de la présence des lions. La quatrième, la mieux conservée devrait être la « sibylle d'Érythrée » qui indique de la main droite les rayons du Soleil. La cinquième sibylle porte une couronne différente et regarde vers l'extérieur.
Johannes Hinderbach, évêque de Trente, agrandit sa résidence, le château de Bon-Conseil, en créant au XVe siècle, entre autres, une loggia vénitienne aux chapiteaux corinthiens encore de forme gothique.

## Savoie et Piémont

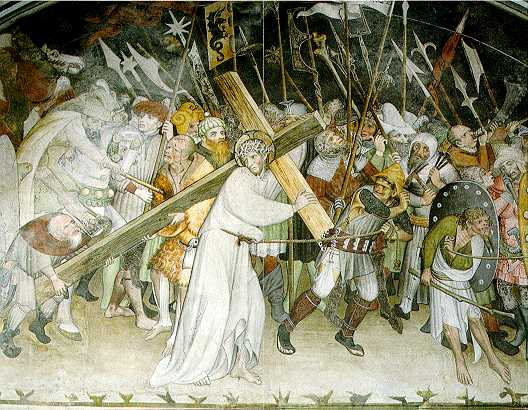
Giacomo Jaquerio, Montée au Calvaire, Abbaye de Sant'Antonio di Ranverso (vers 1430).

Du fait des cols, tout l'arc alpin a toujours été traversé par des flux de voyageurs et est un lieu d'échanges culturels .
Dans le Piémont Amédée VIII lie son duché, grâce à des relations diplomatiques étroites, au Berry et à la Bourgogne, épousant finalement Marie de Bourgogne, la fille du duc de Bourgogne Philippe le Hardi. L'art produit à sa cour reflète ce climat cosmopolite, avec des artistes comme Giacomo Jaquerio.
Jaquerio prend la sculpture bourguignonne comme modèle, mais développe rapidement un langage plus personnel où coexistent les douceurs stylistiques les plus raffinées et les représentations expressives les plus aiguës, comme dans l'émouvante Montée au Calvaire, fresque de l'ex-sacristie de l' église Sant'Antonio à Ranverso (vers 1430). Un sens linéaire prévaut dans la grande variété des types humains de la procession autour du Christ grâce à la ligne noire marquée des bordures, chaque sujet se détache expressivement de l'arrière-plan neutre et du groupe, créant une vision dramatique dénuée de sentimentalité.
Le Maestro del Castello della Manta, confondu dans le passé avec Jaquerio et considéré désormais comme une personnalité différente, peint vers 1420 un cycle de fresques de grande qualité dans le château près de Saluces, avec de nombreux éléments courtois sur un plan lumineux, mais au fond blanc assez plat. Dans des scènes comme la Fontaine de jouvence, le monde de conte de fées aux lignes sinueuses, inspiré par des miniatures privées, est transféré à une échelle monumentale, avec une grande attention portée aux détails et de nombreux scènes de genre : des personnes âgées qui gigotent, des hommes se déshabillant, une vieille femme qui fait la courte échelle, des scènes d'amour et de liesse à l'intérieur de la fontaine gothique miraculeuse.

## Marches et Ombrie

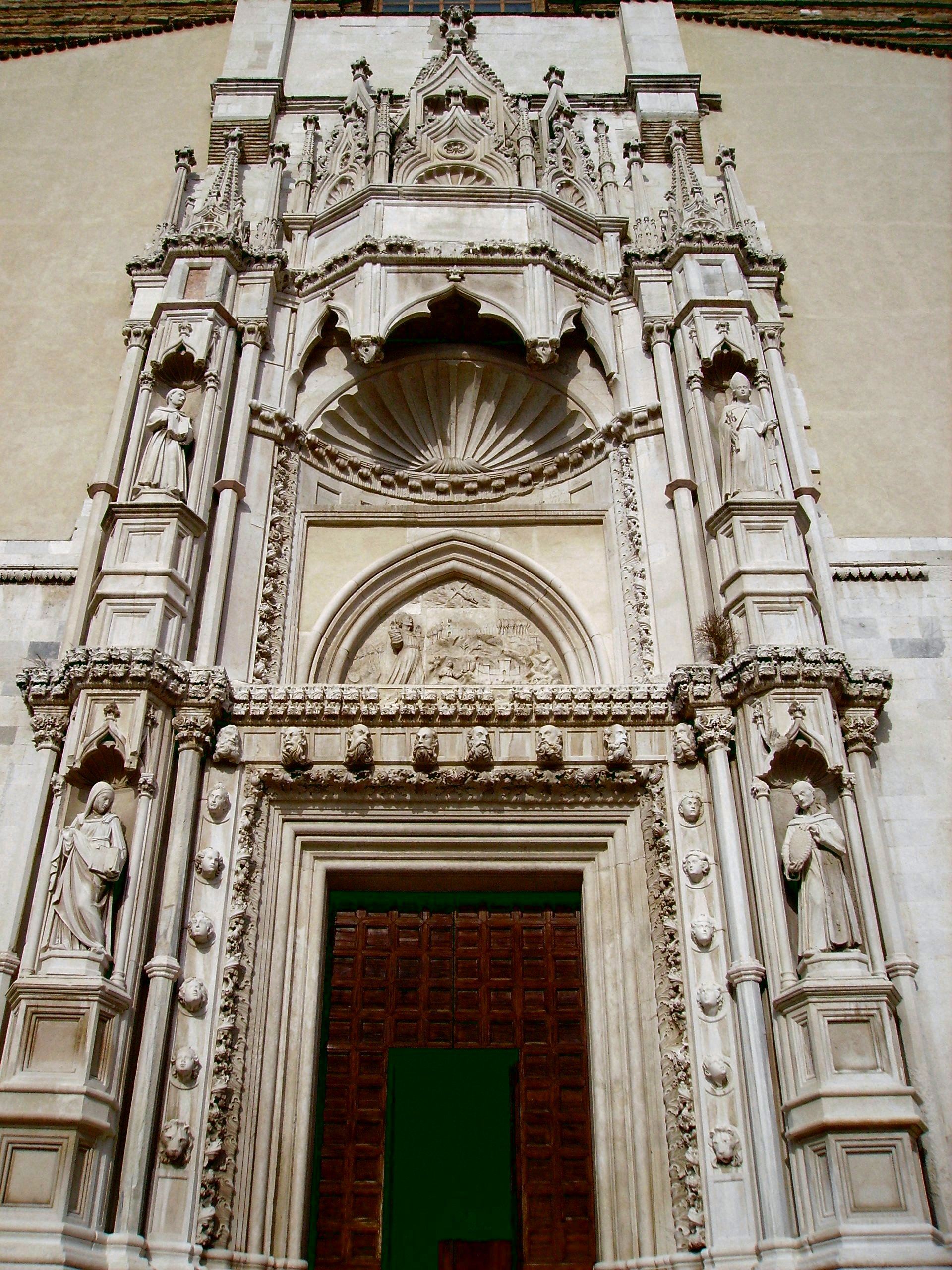
le portail de San Francesco alle Scale à Ancône

Les Marches connaissent un épanouissement artistique soudain à la suite de l'apparition de relations politiques et commerciales particulièrement importantes. Les seigneurs locaux engagent des échanges très actifs avec les régions d'Emilie, de Vénétie et de Lombardie, comme lors de la seigneurie de Pandolfo II Malatesta, seigneur de Fano, mais aussi avec Bergame et Brescia, à la suite de l'alliance de nombreux petits seigneurs locaux avec Jean Galéas Visconti dans la lutte contre Florence.
Ancône, à la fois admiratrice et adversaire de la Sérénissime, débute dès le milieu du XVe siècle un ambitieux programme de modernisation de ses monuments dans le style vénitien, suivant ainsi les dernières tendances de l'époque. L'architecte de ce tournant est Giorgio di Matteo qui est appelé pour la première fois dans la ville par la famille de propriétaires Benincasa qui lui confie la construction du nouveau palais familial. Gentile da Fabriano, Olivuccio da Ciccarello produisent les peintures des lieux de culte de la région au tout début du XVe siècle. 
Plus tard, en 1451, le Conseil de la République lui donne en conséquence la construction de la Loggia dei Mercanti, puis l' église San Francesco alle Scale où, en 1454, il crée le portail, l'un de ses plus grands chefs-d'œuvre, et l' église  Sant'Agostino où, en 1460, il construit un autre portail remarquable.
À San Severino Marche la famille Smeducci connait une période de prospérité économique considérable en commerçant au-delà de la région. Cette ouverture économique et culturelle se reflète dans des œuvres comme Lorenzo Salimbeni le Mariage mystique de Sainte Catherine de Lorenzo Salimbeni (1400, Galerie d'art municipale de San Severino), caractérisée par un mouvement tourbillonnant des lignes des draperies, par des couleurs irréelles et un réalisme minutieux dans les détails, selon les modèles lombard-émiliens et français les plus récents. Les fresques de l'oratoire San Giovanni Battista à Urbino, autre chef-d'œuvre des frères Salimbeni, demeurent en excellent état.
Il subsiste à San Ginesio un témoignage tangible de contributions d'outre-montagnes dans le domaine architectural avec une décoration en terre cuite ornée appliquée à l'ancienne façade de l'église paroissiale en 1421 par un certain maître bavarois Henry.
Gentile da Fabriano, et dans une moindre mesure Olivuccio da Ciccarello pour une question récente d’attribution, originaires respectivement de Fabriano et Camerino, est l'un des plus grands représentants du style gothique tardif de toute la péninsule. 
Nourri d'une culture à la fois ombrienne et des Marches, avec des influences lombardes à la suite de ses fréquents voyages, ils favorisent l'épanouissement du style gothique tardif, d'abord non loin de leur arrière-pays, comme avec les fresques humanistes de Gentile à l'intérieur du Palazzo Trinci à Foligno, puis allant encore plus loin avec l'Adoration des Mages, la plus grande œuvre de Gentile, exposée aujourd'hui à la Galerie des Offices à Florence ou pour Ciccarello, le triptyque, aujourd’hui démembré, de la Circoncision.
En Ombrie, le style gothique tardif prospère également grâce aux frères Salimbeni. Ottaviano Nelli, qui travaille dans toute la région, est formé à Gubbio.
Francesco di Antonio, plus communément appelé Maître de la Dormitio di Terni, et Bartolomeo di Tommaso sont aussi actifs dans la région.

## Florence

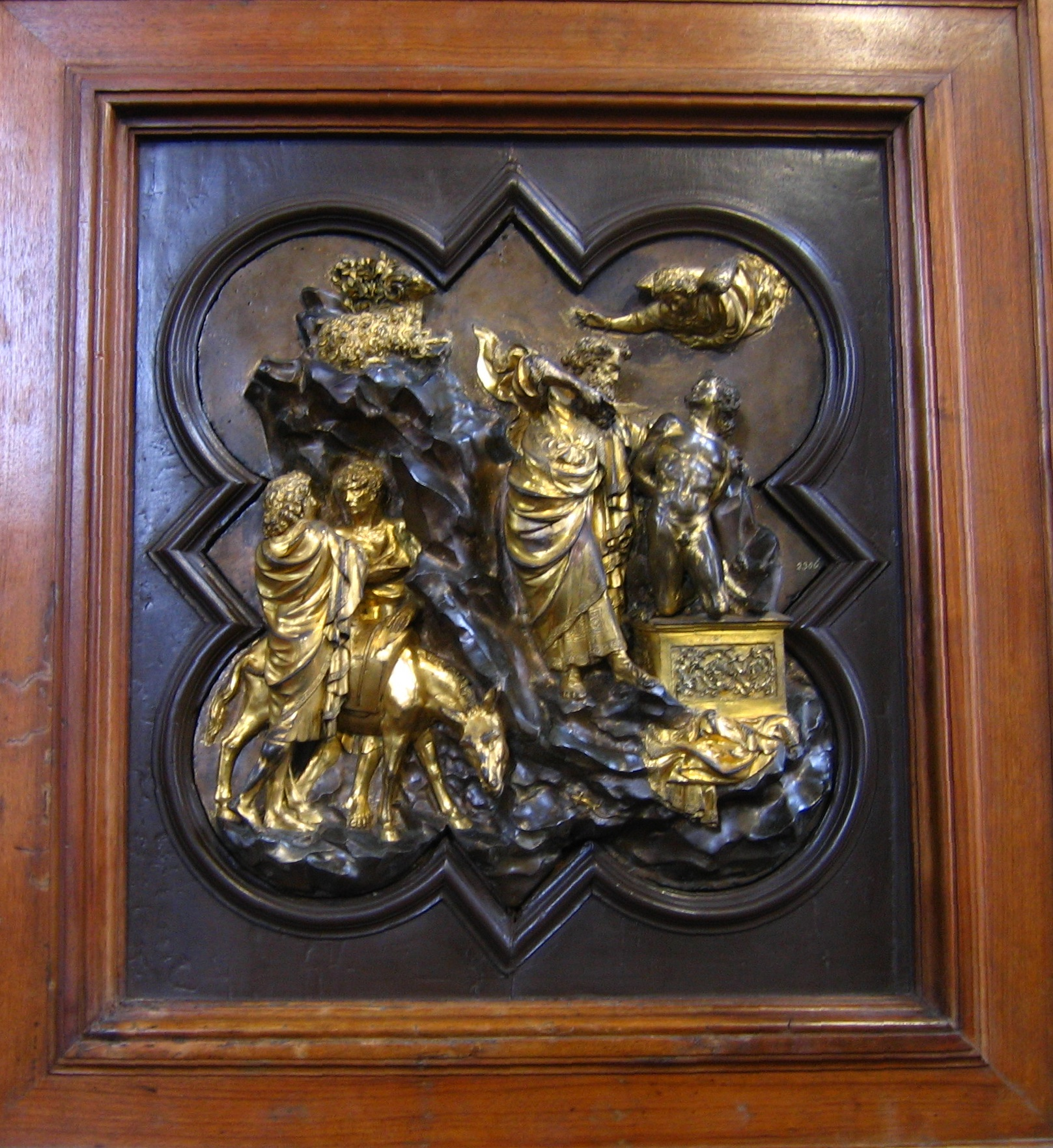
Bas-relief de Ghiberti pour le concours du baptistère (1401).

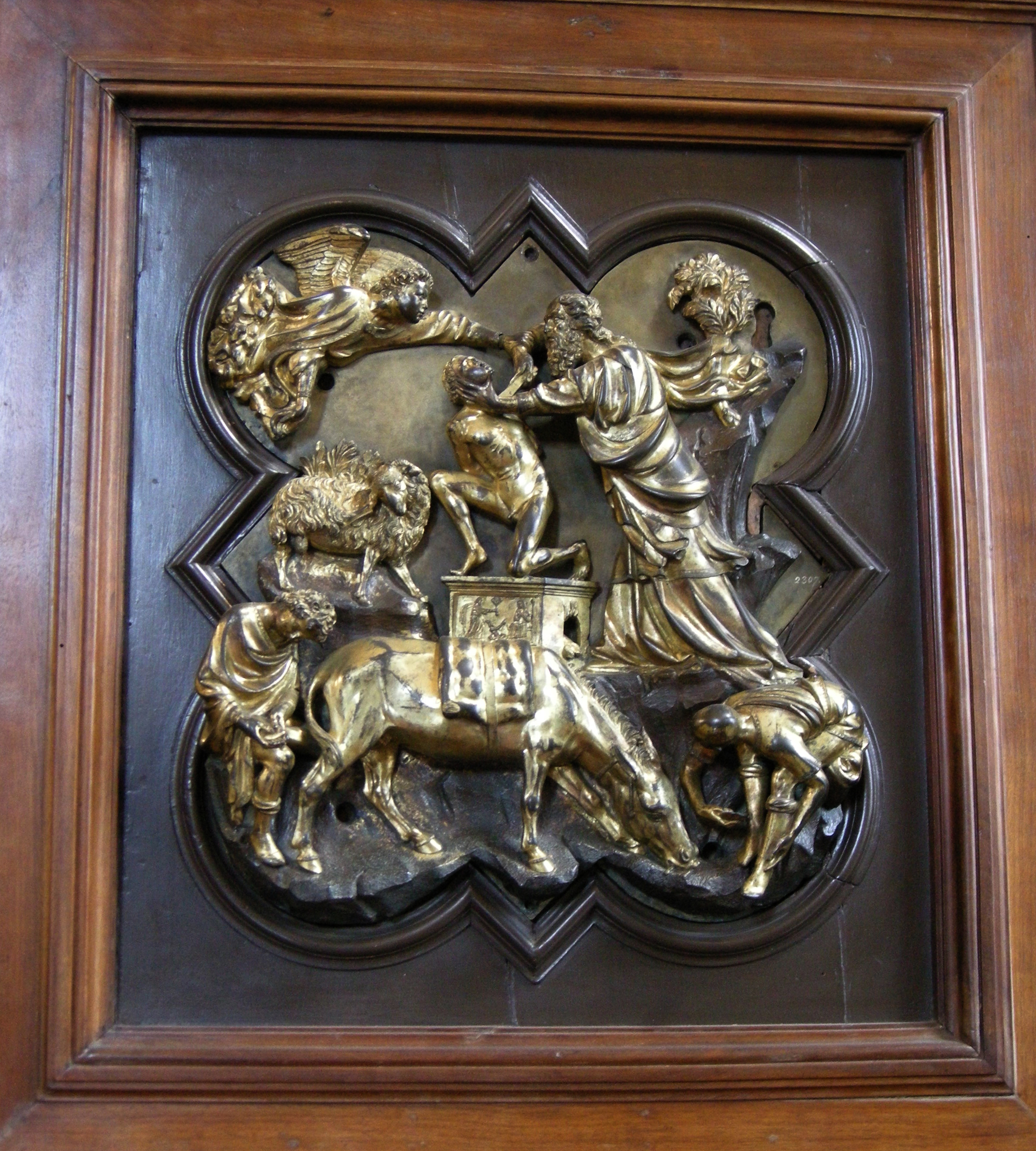
Bas-relief de Brunelleschi pour le concours du baptistère (1401).

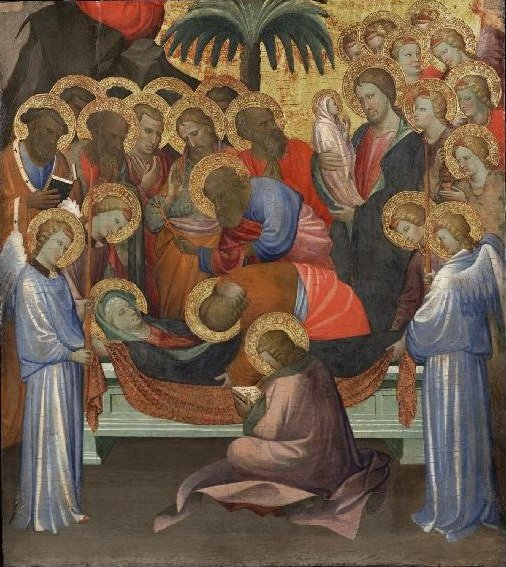
Gherardo Starnina, Dormitio Virginis, Philadelphia Museum of Art (vers 1404-1408).

Le gothique international perce à Florence avec des caractéristiques très spécifiques (comme ce fut le cas pour la peinture gothique), fortement liées, par tradition, au classicisme. La ville, au début du XVe siècle, entame une période de stabilité apparente, après les graves bouleversements du siècle précédent, avec la fin de la menace Visconti, une croissance territoriale (asservissement de Pise en 1406, de Cortone en 1411, de Livourne en 1421 ) et une économie dominée par la bourgeoisie. Les coûts de ces conquêtes ont cependant épuisé la classe politique de l'intérieur, ouvrant la voie à l'avènement d'une oligarchie qui a lieu en 1434 avec la seigneurie de facto des Médicis. Cependant, cette fragilité n'est pas ressentie par les contemporains qui, au contraire, louent la réaffirmation du prestige lié à l'humanisme « civil » des chanceliers de la république comme Coluccio Salutati. La mise en valeur de la tradition locale et des origines romaines de la ville conduit de nouveau au rejet des modèles courtois déjà expérimentés, comme à Sienne au XIVe siècle. En architecture, la conception classique se manifeste avec la construction de la Loggia des Lanzi (1376-1382), avec de grands arcs ronds en pleine période gothique ; en sculpture, une plus grande adhésion à la plastique classique est recherchée, comme dans la décoration de la Porte de la Mandorle (1391-1397, puis 1404-1406 et plus tard) du Duomo, œuvre de Nanni di Banco et autres ; en peinture, l'adhésion au style de Giotto di Bondone reste forte, avec peu d'évolutions.
Vers la fin du XIVe siècle, les anciens modèles commencent à lasser et deux grands axes semblent être suivis pour créer un renouveau : adopter le style international ou développer les racines classiques avec encore plus de rigueur. Une synthèse des deux écoles de pensée est offerte par les deux panneaux survivants du concours de 1401 pour la construction de la porte nord du baptistère de Florence, coulés en bronze respectivement par Lorenzo Ghiberti et Filippo Brunelleschi et aujourd'hui au Musée national du Bargello. Le concours consistait à représenter un Sacrifice d'Isaac dans un quadrilobe, comme ceux déjà utilisés par Andrea Pisano pour la porte antérieure, que les deux artistes ont réalisé de manière très différente.
Ghiberti divise la scène en deux bandes verticales réunies par un éperon rocheux de style archaïque, avec une narration équilibrée, des figures proportionnées dans le style gothique. Il insère également des rappels génériques d'inspiration hellénistique, comme dans le nu puissant d'Isaac, utilisant ainsi les différents stimuli disponibles à l'époque. L'utilisation du fond rocheux génère également une lumière et une ombre fines, qui « enveloppent » les personnages sans détachements violents (qui ont également influencé le stiacciato de Donatello).
Le relief créé par Brunelleschi est très différent : il divise la scène en deux bandes horizontales, avec des plans superposés qui créent une composition pyramidale. En haut, derrière un fond plat où les figures émergent violemment, se trouve le point culminant de l'épisode du sacrifice, où des lignes perpendiculaires créent la collision entre les trois différentes volontés (d'Abraham, d'Isaac et de l'ange qui attrape le bras armé d'Abraham pour l'arrêter). La scène est rendue avec une telle expressivité que le bas-relief de Ghiberti apparaît comme une représentation calme en comparaison. Ce style dérive d'une réflexion sur le travail de Giovanni Pisano (comme dans le Massacre des Innocents dans la chaire de Sant'Andrea) et sur l'art de l'antiquité comme en témoigne la représentation érudite du tireur d'épine dans le coin gauche. La victoire est revenue à Ghiberti, signe que Florence n'est pas encore prête pour le classicisme novateur qui est à l'origine de la Renaissance, précisément dans la sculpture avant la peinture. En 1414 , en travaillant sur la porte en bronze, il crée un Saint-Jean-Baptiste au manteau tombant et aux grandes enjambées rythmiques qui cachent la forme du corps, tout comme chez les maîtres contemporains originaires de Bohême.
En peinture, le voyage de Gherardo Starnina à Valence en 1380 est d'une importance considérable. Il adopte les manières du gothique international à son retour à Florence et a une forte influence sur la nouvelle génération de peintres tels que Lorenzo Monaco et Masolino da Panicale. Lorenzo Monaco, un Camaldule peintre et miniaturiste, peint, à partir de 1404, des figures allongées, couvertes par une draperie large posée de travers, avec des couleurs raffinées et anormalement lumineuses. Cependant, il n'adhère pas à la culture laïque courtoise ; au contraire, il prodigue dans ses œuvres une forte spiritualité accentuée par le détachement des figures de la réalité. Masolino da Panicale est un interprète sensible et doué, récemment réévalué par la critique en raison de la comparaison canonique avec les œuvres de son élève Masaccio : une influence mutuelle a été mise en évidence entre les deux, pas seulement de Masaccio à Masolino  .
Gentile da Fabriano vit pendant un certain temps à Florence où il réalise en 1423 son chef-d'œuvre, l'Adoration des Mages, commandé par le citoyen le plus riche de la ville, Palla Strozzi, pour sa chapelle. Le polyptyque Quaratesi qui lui est ultérieur montre déjà une influence liée à la monumentalité isolée de Masaccio.

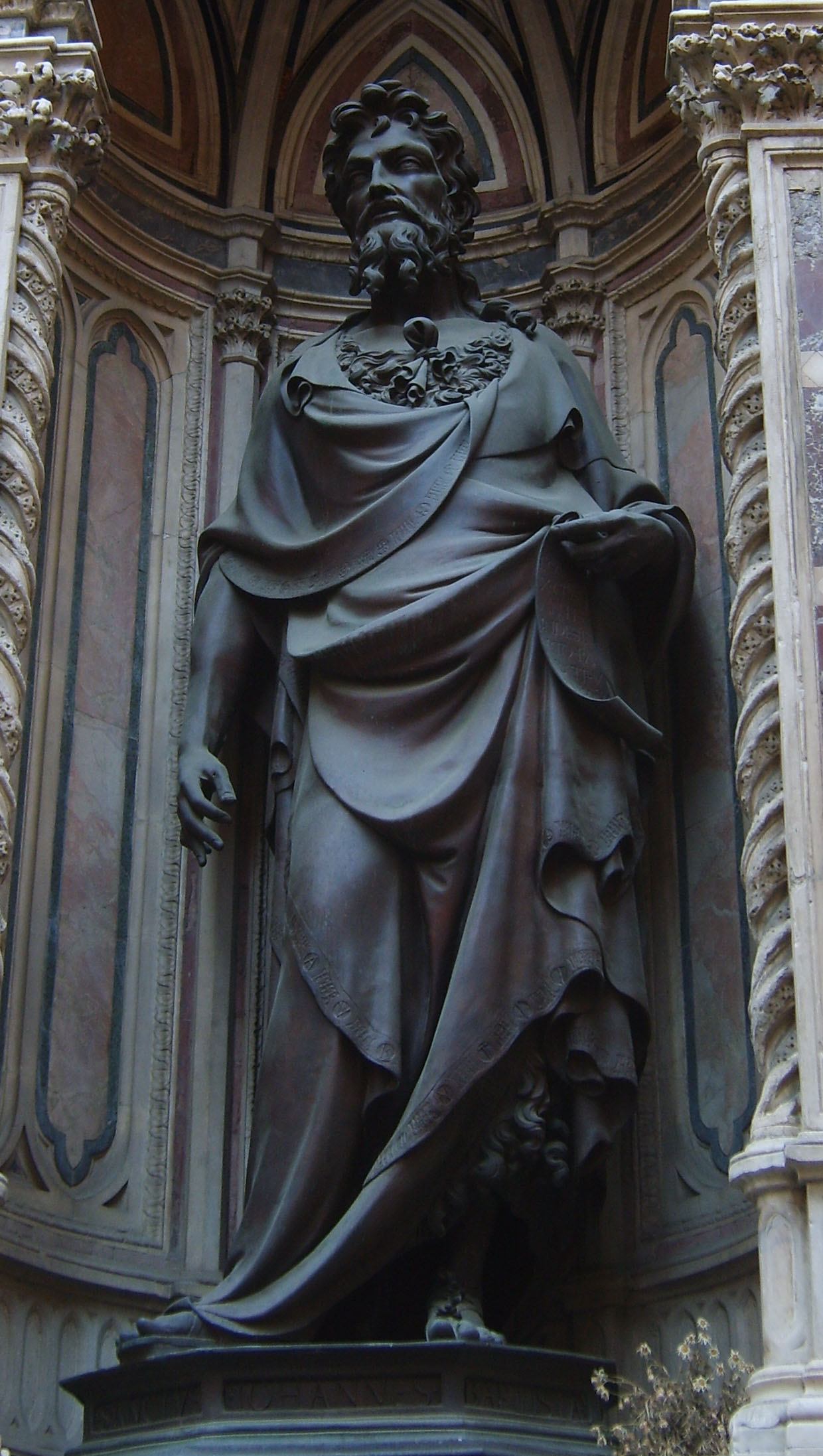
Lorenzo Ghiberti, San Giovanni Battista, Église d'Orsanmichele, Florence (1412-1416).
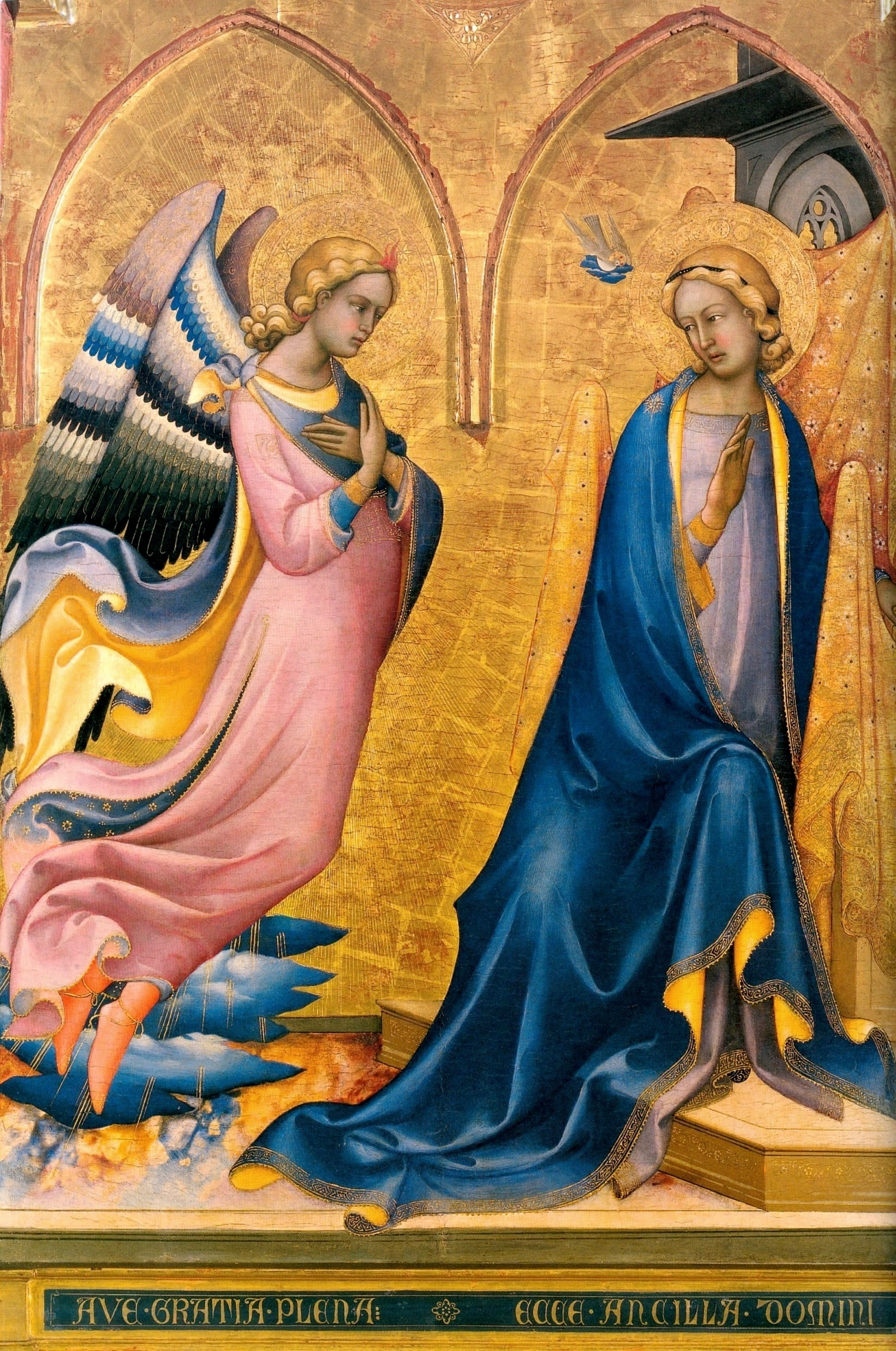
Lorenzo Monaco, Triptyque de l'Annonciation, Galleria dell'Accademia de Florence (1410-1415).
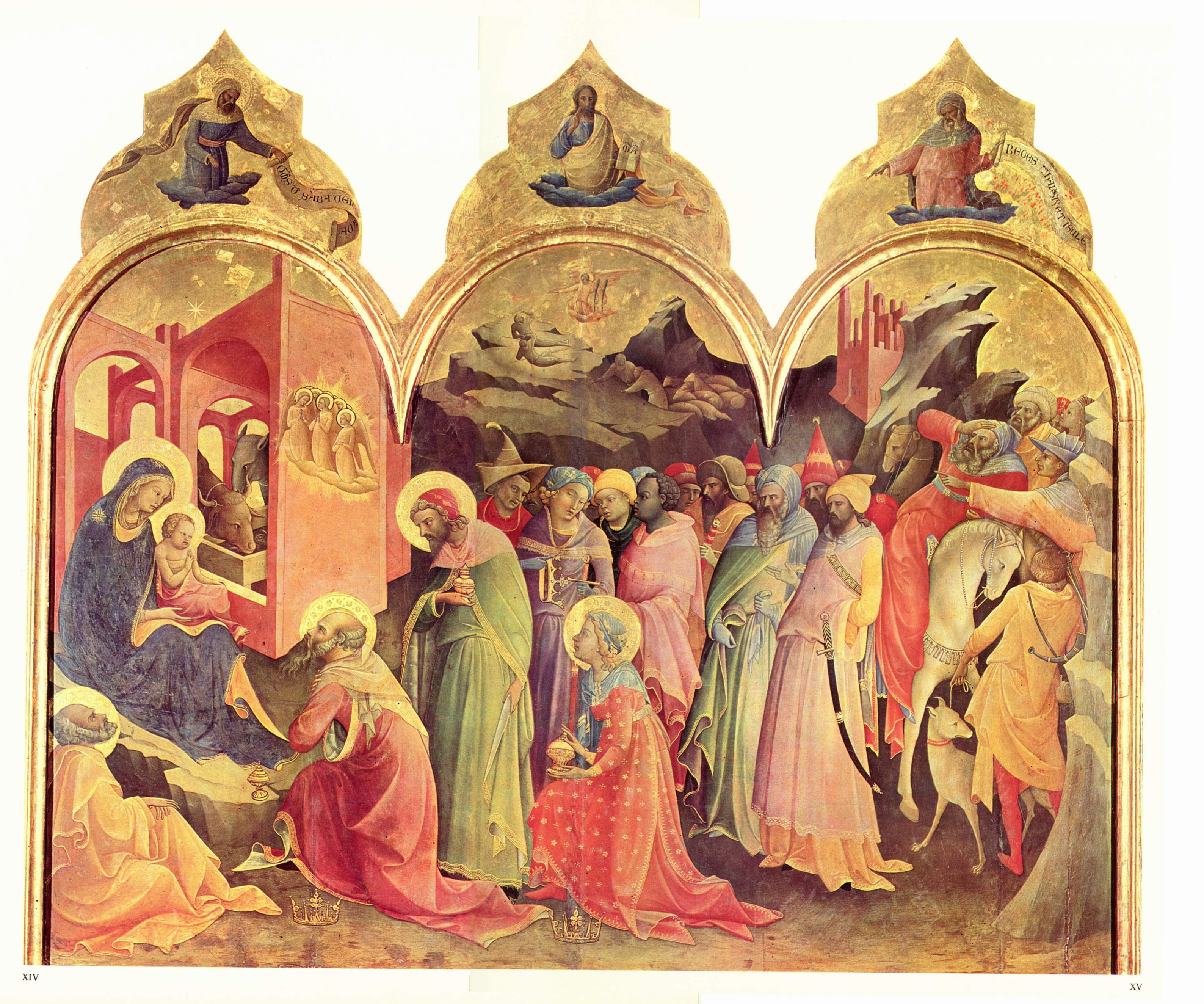
Lorenzo Monaco, Adoration des mages, Galerie des Offices, Florence (1420-1422).

## Sienne

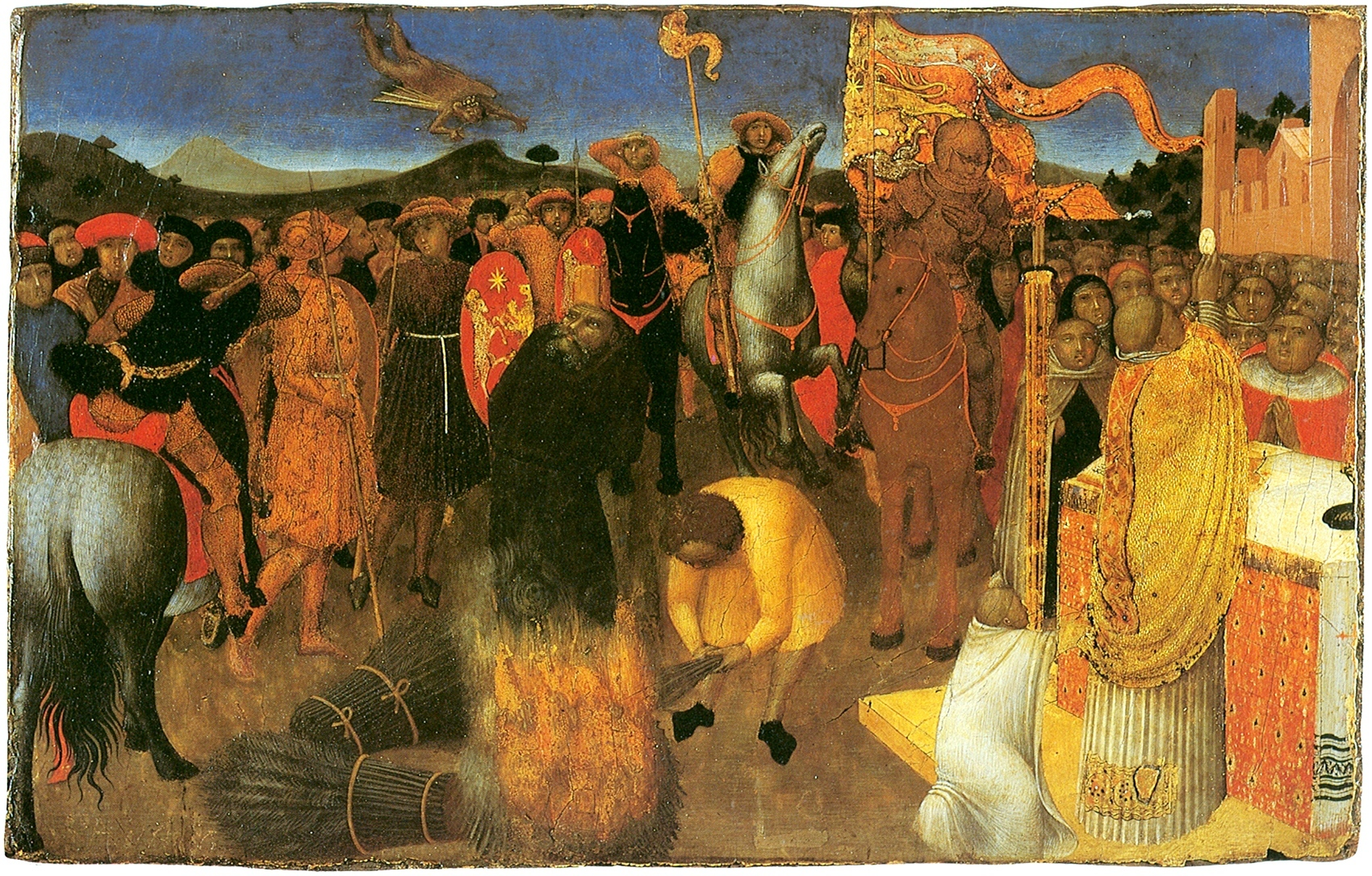
Sassetta, Bu (1430-1432), National Gallery of Victoria, Melbourne.

À Sienne les artistes de la première moitié du XVe siècle construisent la prestigieuse tradition locale, qui figure parmi les contributions fondatrices de la langue gothique tardive à la cour papale d'Avignon, en utilisant des éléments florentins et en conservant un sens composite de la religiosité.
Le chef de file de cette période est Sassetta qui peint des tableaux avec des personnages à la silhouette généralement allongée. La lumière est claire et nette ; les compositions sont souvent originales, mais mesurées. Dans la première partie de son activité, l'attention portée à l'ornementation et aux jeux linéaires est très méticuleuse, alors qu'après 1440, quand il travaille, entre autres, à Sansepolcro et voit probablement les premières œuvres de Piero della Francesca, ses tableaux vont plus vers l'essentiel.
Le Maître de l'Observance, peut-être à rapprocher avec Sano di Pietro et Giovanni di Paolo, ce dernier étant lié à la peinture gothique tardive lombarde et flamande,  sont d'autres artistes majeurs de la période, du fait notamment de l'importance accordée au paysage irréel qui domine l'arrière-plan, une définition soignée des détails même à une grande distance ( Madonna dell'Umiltà, 1435). Peu à peu, les traits stylistiques de la Renaissance imprègnent les artistes siennois, à tel point qu'il semble extrêmement difficile de tracer une frontière entre les deux styles qui, à Sienne en particulier, semblent se fondre parfaitement. Quelques œuvres de Giovanni di Paolo en sont un exemple, attachées à la tradition mais avec des éléments de la Renaissance comme l'utilisation de la perspective.

## Abruzzes

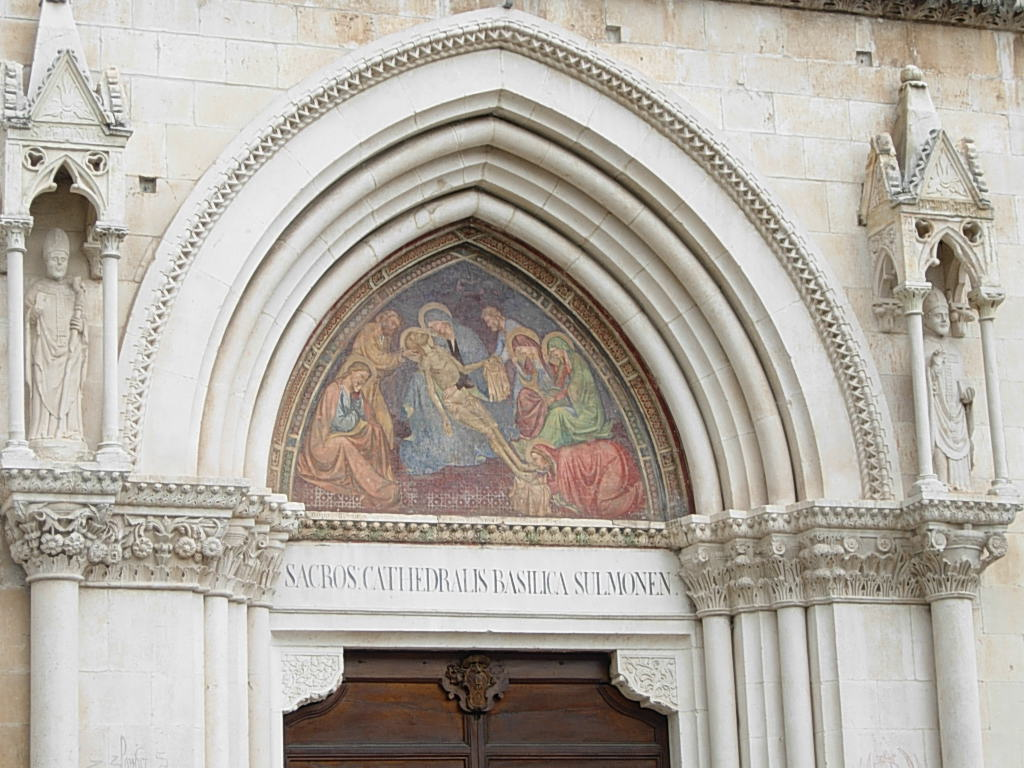
Portail de la Cathédrale de Sulmona.

Dans les Abruzzes la fin de la période gothique est influencée par des artistes d'autres régions, comme Gentile da Fabriano, appelé à peindre une fresque à San Flaviano (vers 1420), à L'Aquila. Le maître du triptyque Beffi est peut-être le principal représentant des Abruzzes. Dans la région de Peligna-Marsicana en revanche, Giovanni da Sulmona, peintre et sculpteur, qui a également travaillé dans la Marsica, se démarque. Dans la province de Teramo qui correspond à l'ancien État d'Atri, travaillent deux artistes importants, Jacobello del Fiore, d'origine vénitienne et Antonio Martini di Atri, ainsi que Antonio Martini di Atri qui, formé à Sienne et dans la région d'Émilie mais natif d'Atri, est un peu documenté dans les Abruzzes.
L'orfèvrerie gothique tardive a son centre à Sulmona, où nait une véritable école dont les artistes travaillent également en dehors de la région (comme en témoignent leurs œuvres à Montecassino, à Venafro, dans les Pouilles et dans certaines régions du centre de l'Italie). La figure éminente en est Nicola da Guardiagrele, un orfèvre et peintre formé à l'école de Ghiberti à Florence, qui apporte dans sa région un mélange intéressant de gothique et de Renaissance.

## Naples

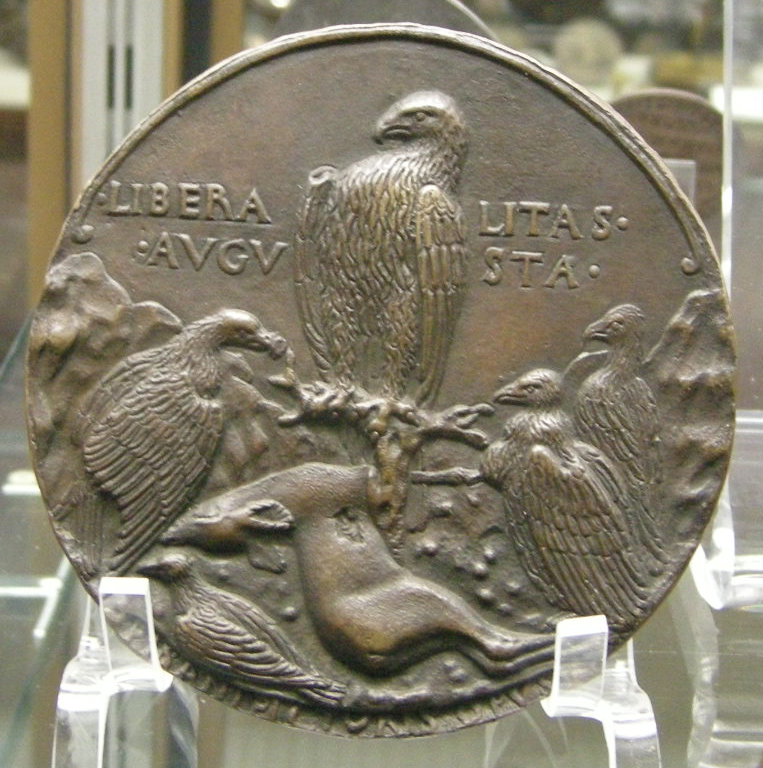
Pisanello, recto de la première médaille d' Alphonse V d'Aragon (1449).

De nombreux artistes étrangers travaillent à la cour angevine d'abord, puis aragonaise, et enfin à Naples et font de la ville un centre d'échange et de transmission artistique. Parmi les plus importants figurent le Catalan Jaime Baço, le Véronèse Pisanello, le Français Jean Fouquet et l'artiste local Colantonio. L'alliance traditionnelle entre les rois angevins et leurs cousins français permet pendant près de deux siècles de construire de nombreux édifices religieux et civils de style typiquement franco-gothique.
Après 1450, avec René d'Anjou, les œuvres des maîtres flamands arrivent à Naples, ce qui entraîne une adhésion à la Renaissance d'inspiration nordique, avec la présence dans la ville d'artistes tels qu'Antonello da Messina. René d'Anjou est également le commanditaire d'un codex illustré, le Livre du cœur d'Amour épris, qui est probablement commencé à Naples et terminé après son exil à Tarascon.

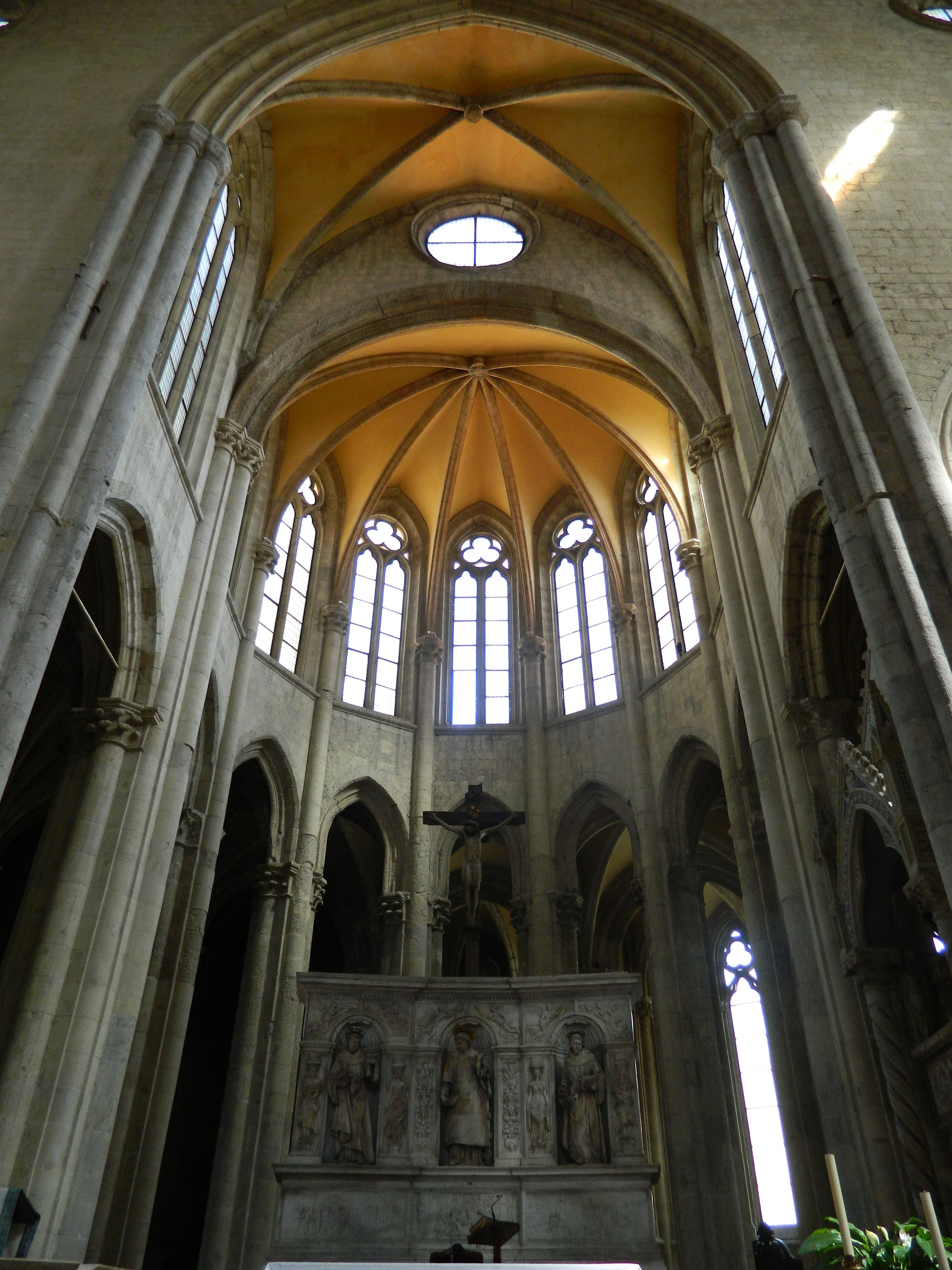
Abside du complexe de San Lorenzo Maggiore (Naples).

Avec les Aragonais, le style reste typiquement gothique ; le gothique catalan fusionne avec le gothique français et avec le style Renaissance naissant. Il faut attendre les années 70 et 80 du XVe siècle pour que le tyle Renaissance se diffuse à Naples.

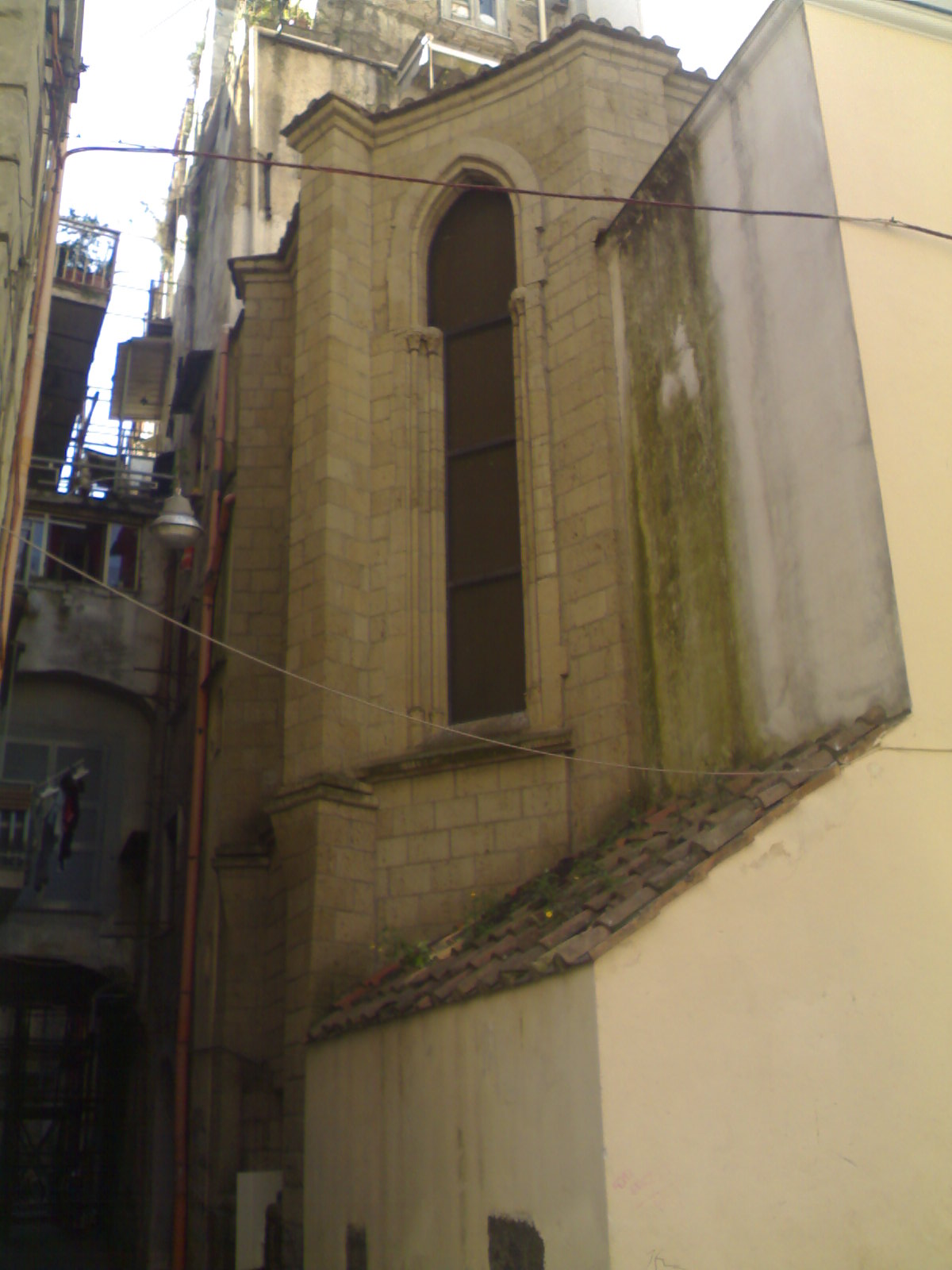
Abside a Forcella.
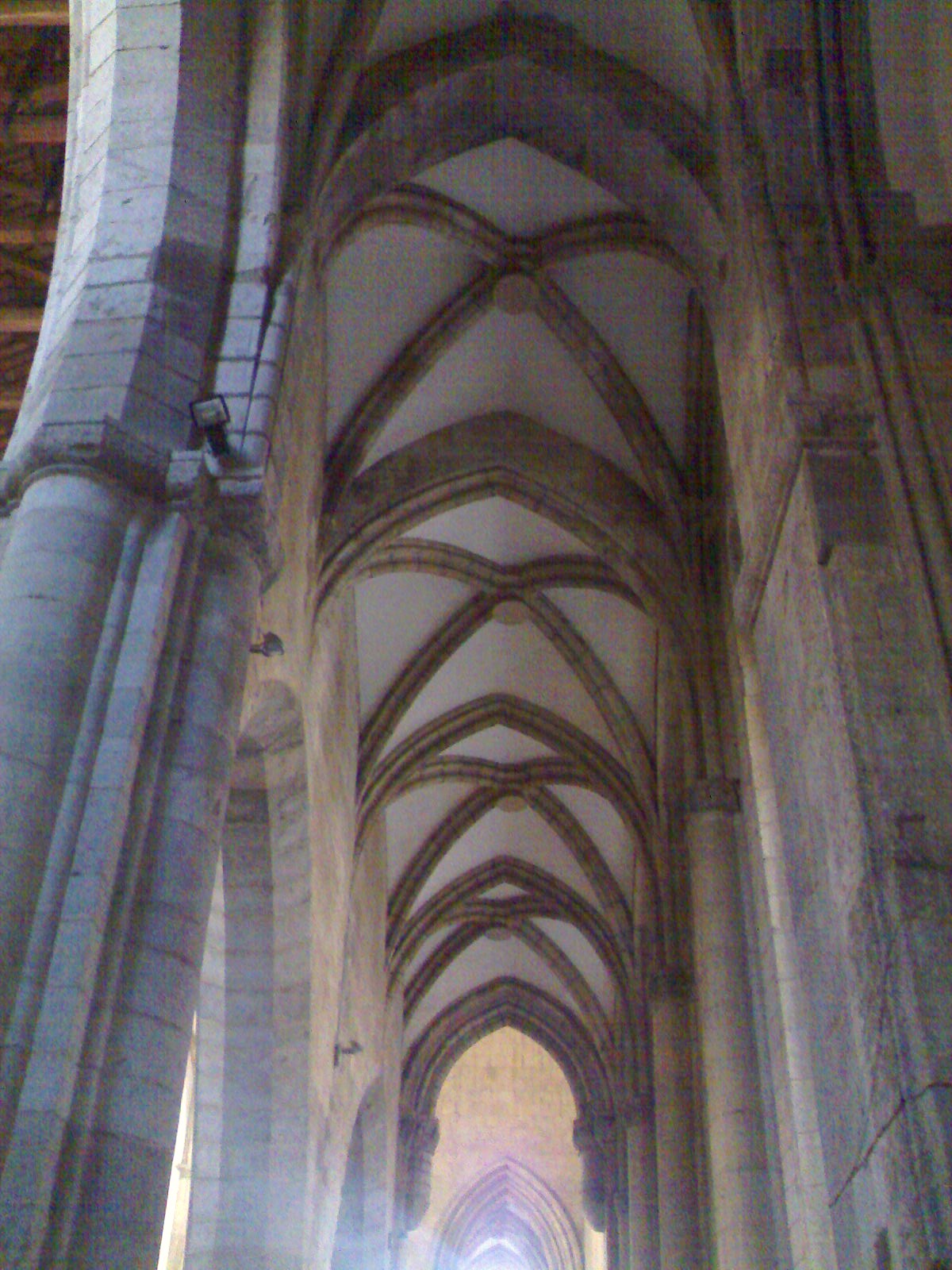
Voûtes de l église Sant'Eligio Maggiore.
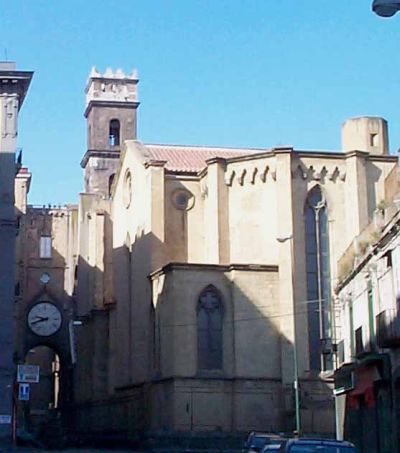
Église Sant'Eligio Maggiore
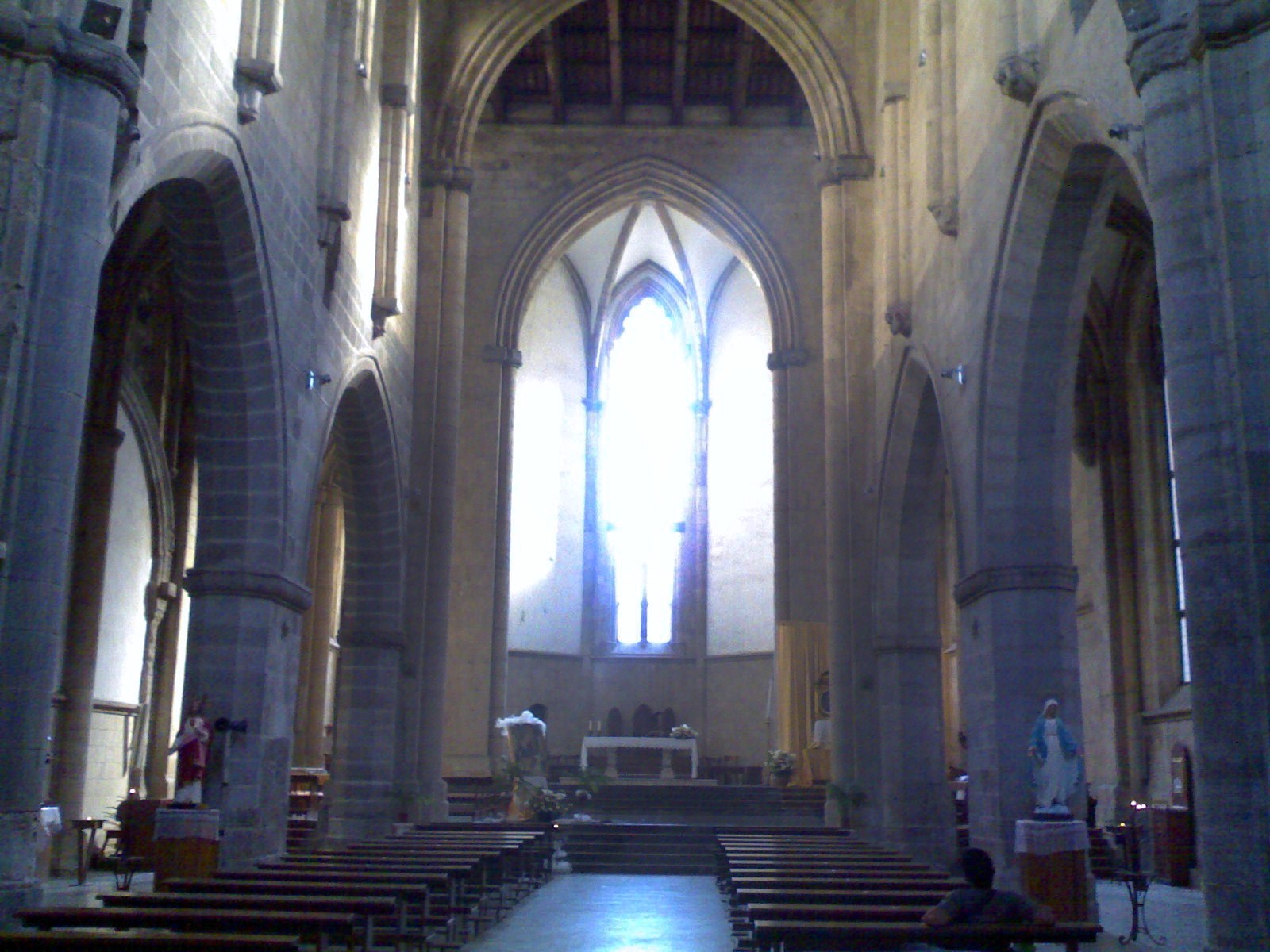
Abside de la Cattedrale.
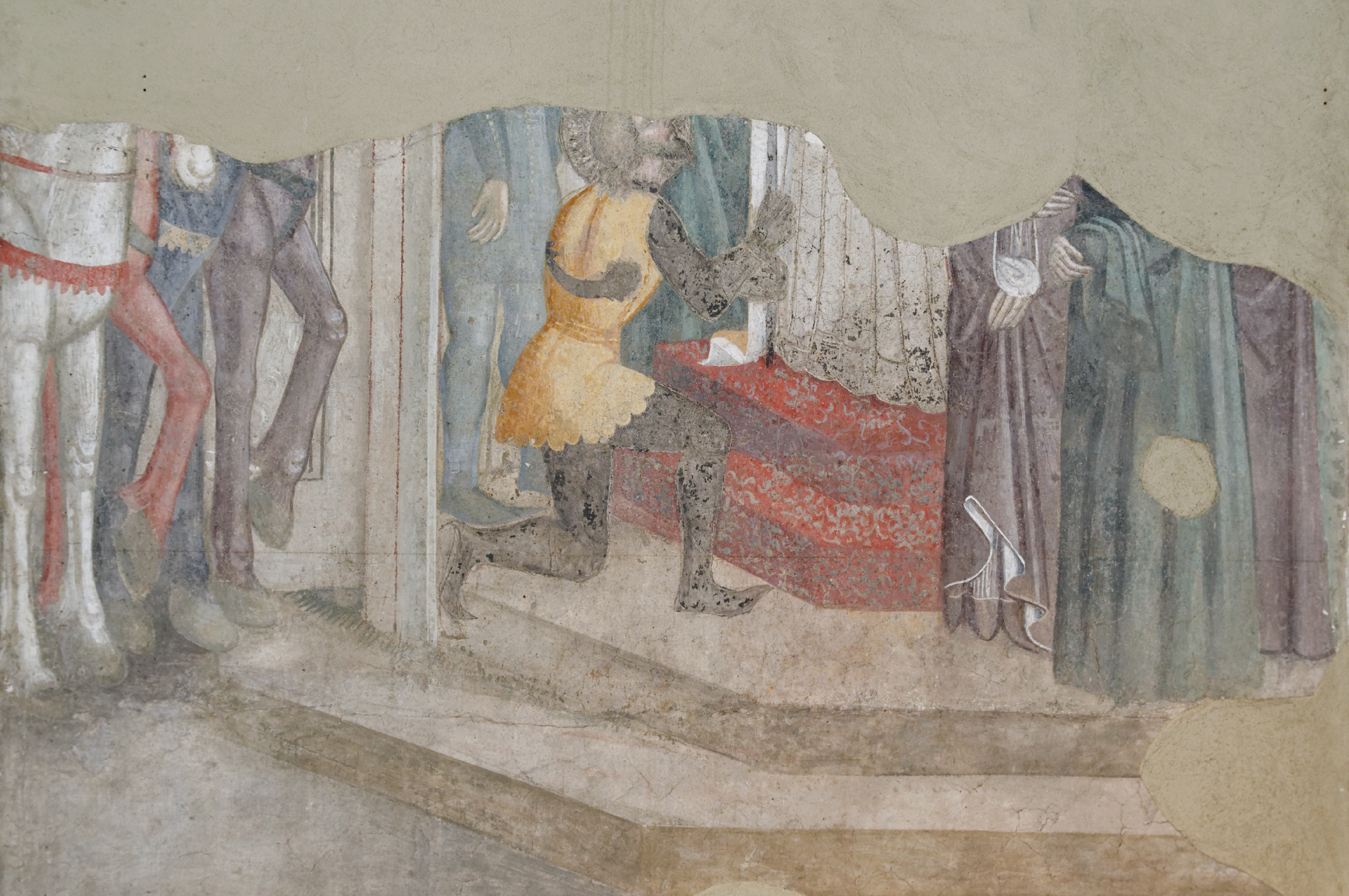
San Guglielmo di Gellone Castel Nuovo Napoli.
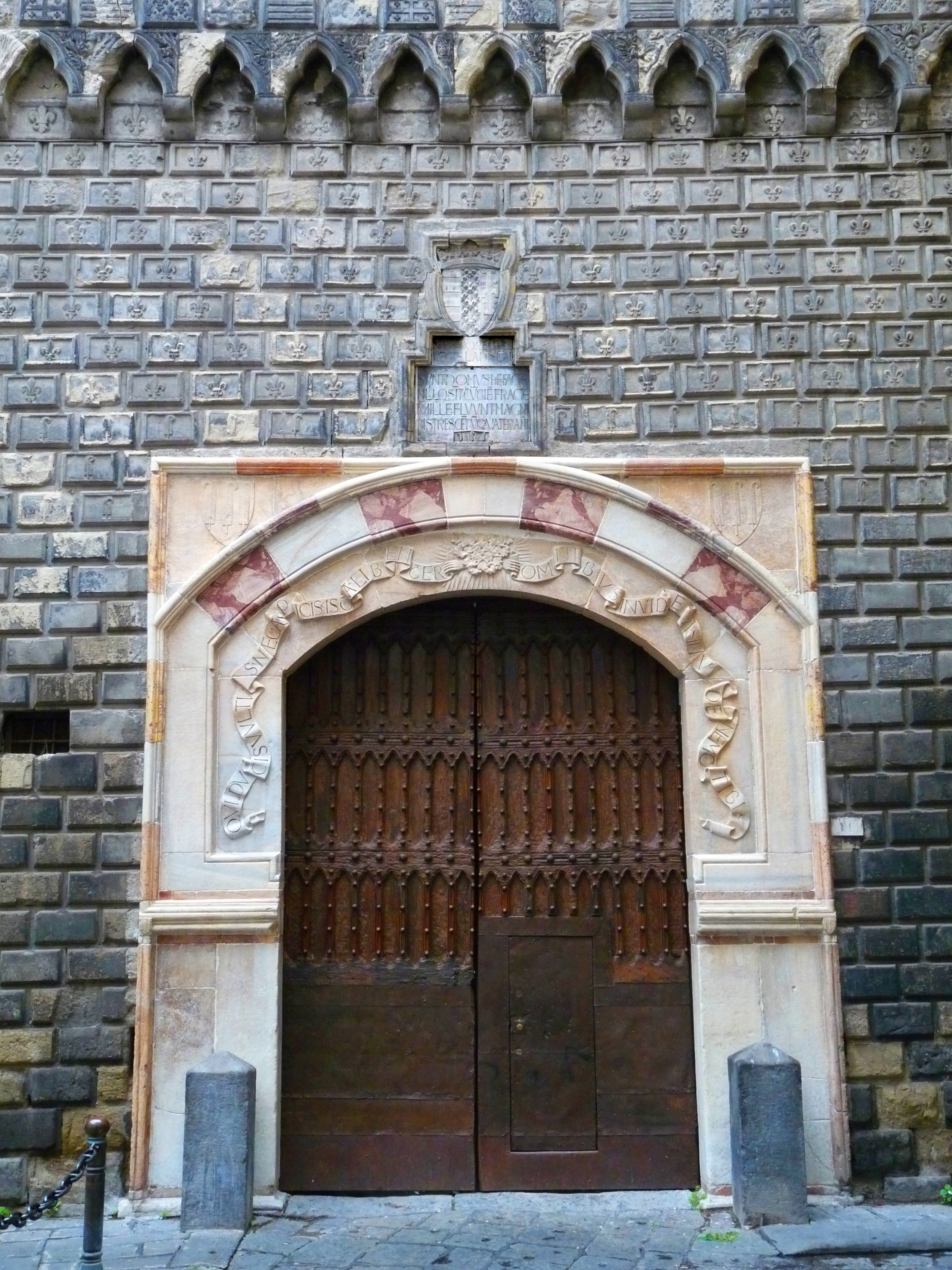
Portail gothique du Palazzo Penne.
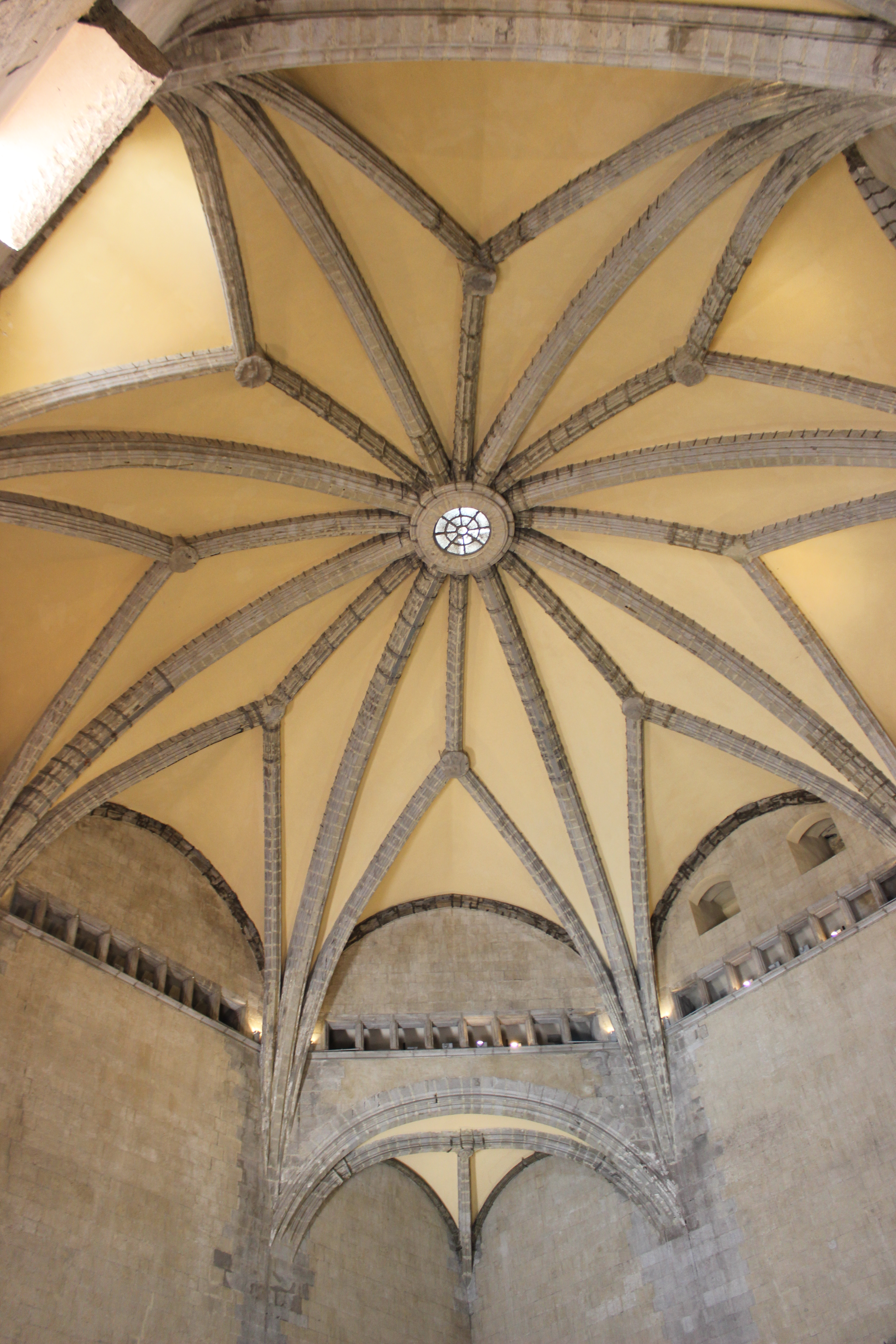
Castel Nuovo de Naples, Sala dei Baroni, XVe siècle
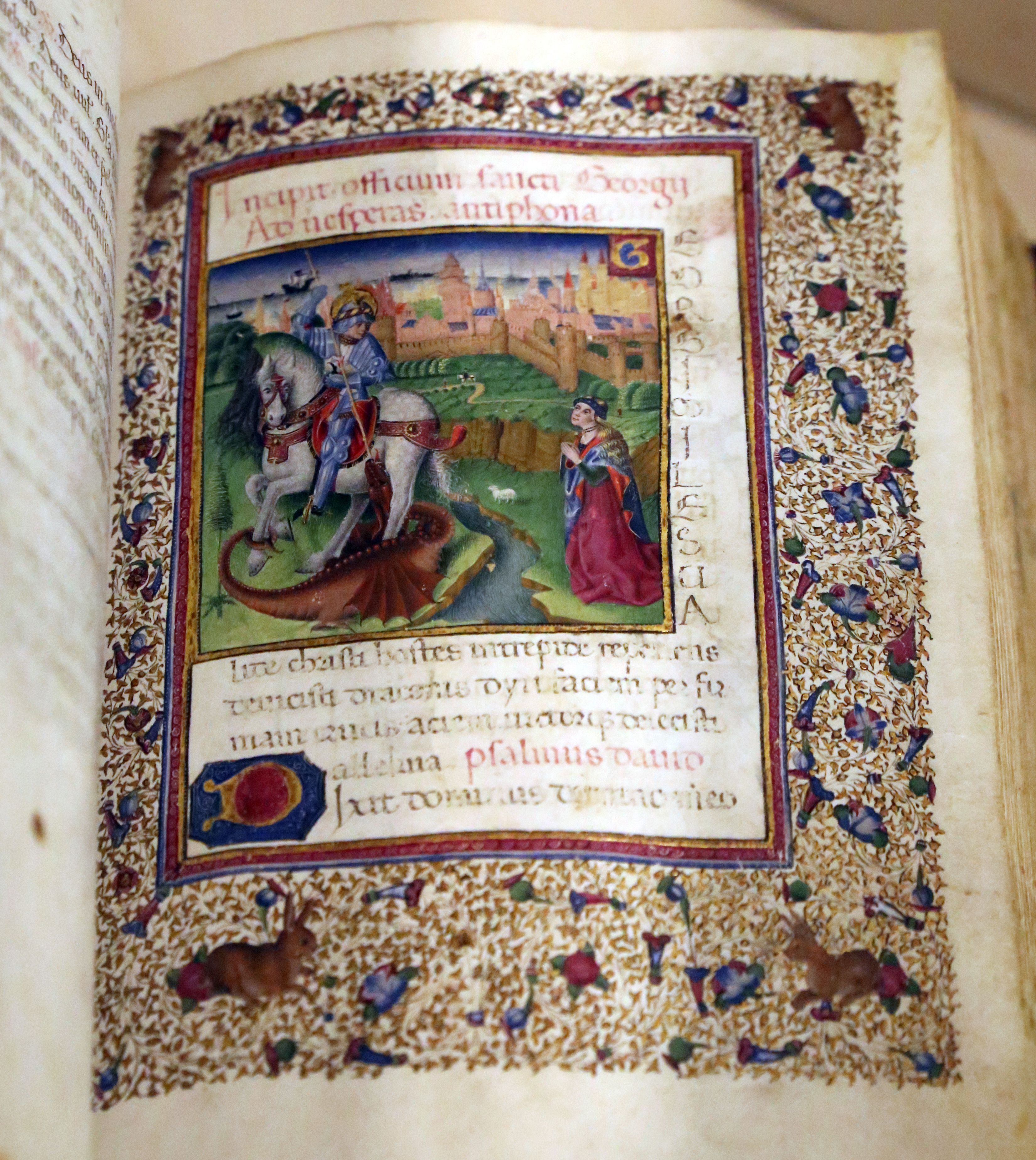
Livres des heures d'Alphonse V, roi d'Aragon, 1450 Naples.

## Sicile

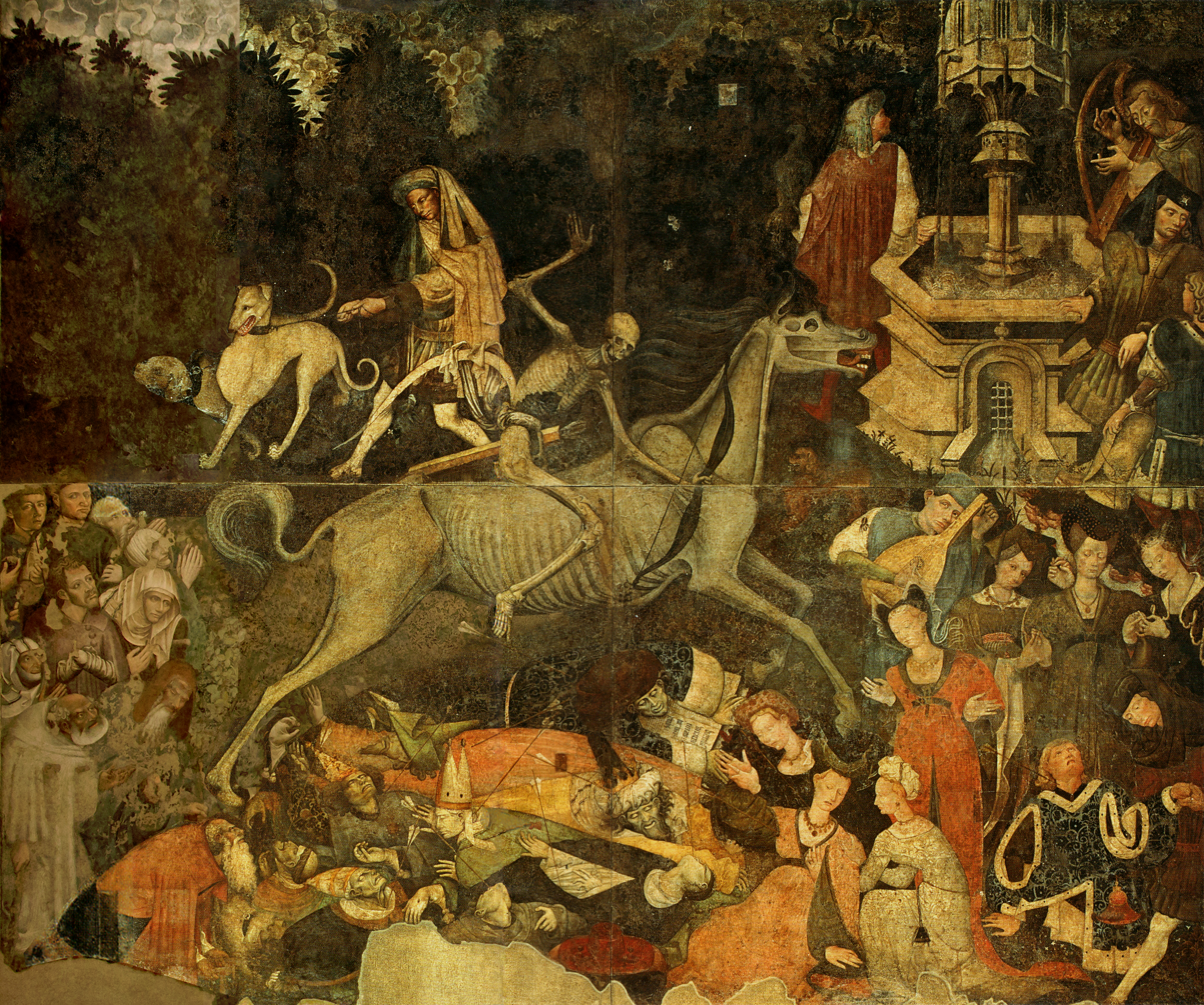
Triomphe de la mort (environ 1446), Palais Abatellis, Palerme.

En Sicile, avec l'installation de Ferdinand Ier en 1412, puis d'Alphonse V d'Aragon qui, en 1416, en fait sa base pour la conquête du royaume de Naples, il y a une floraison artistique rapide favorisée par le client royal, riche et exigeant, et bénéficiant du système d'échanges commerciaux et culturels avec la Catalogne, Valence, la Provence, le nord de la France et les Pays-Bas.
La grande fresque du Triomphe de la Mort pour la cour du palais Sclafani (maintenant détachée et conservée dans la  Galerie régionale de Palerme) est particulièrement représentative de cette époque : probablement commandée directement par le souverain et caractérisée par son excellente qualité, sans précédent dans la région. La mort fait irruption dans un jardin sur un cheval squelettique et tire des flèches qui frappent des personnages de tous groupes sociaux et de différentes religions, les tuant. L'iconographie n'est pas nouvelle et l'attention portée aux détails les plus grotesques et macabres révèle une main transalpine. L'expressivité est extraordinaire, avec de nombreux épisodes secondaires d'une grande préciosité : des musiciens et des chasseurs, qui ne se découragent pas, continuant leurs activités, des personnages juste surpris par la mort et des personnages plus humbles et douloureux qui invoquent la Mort, mais en sont ignorés.
Avec l'annexion de la Sicile au royaume de Naples, l'île perd son dynamisme comme centre politique ayant stimulé sa propre activité artistique. La tradition locale se perpétue, notamment en architecture et en sculpture, se renouvelant superficiellement et accueillant de façon isolée certains éléments des langues nouvelles.

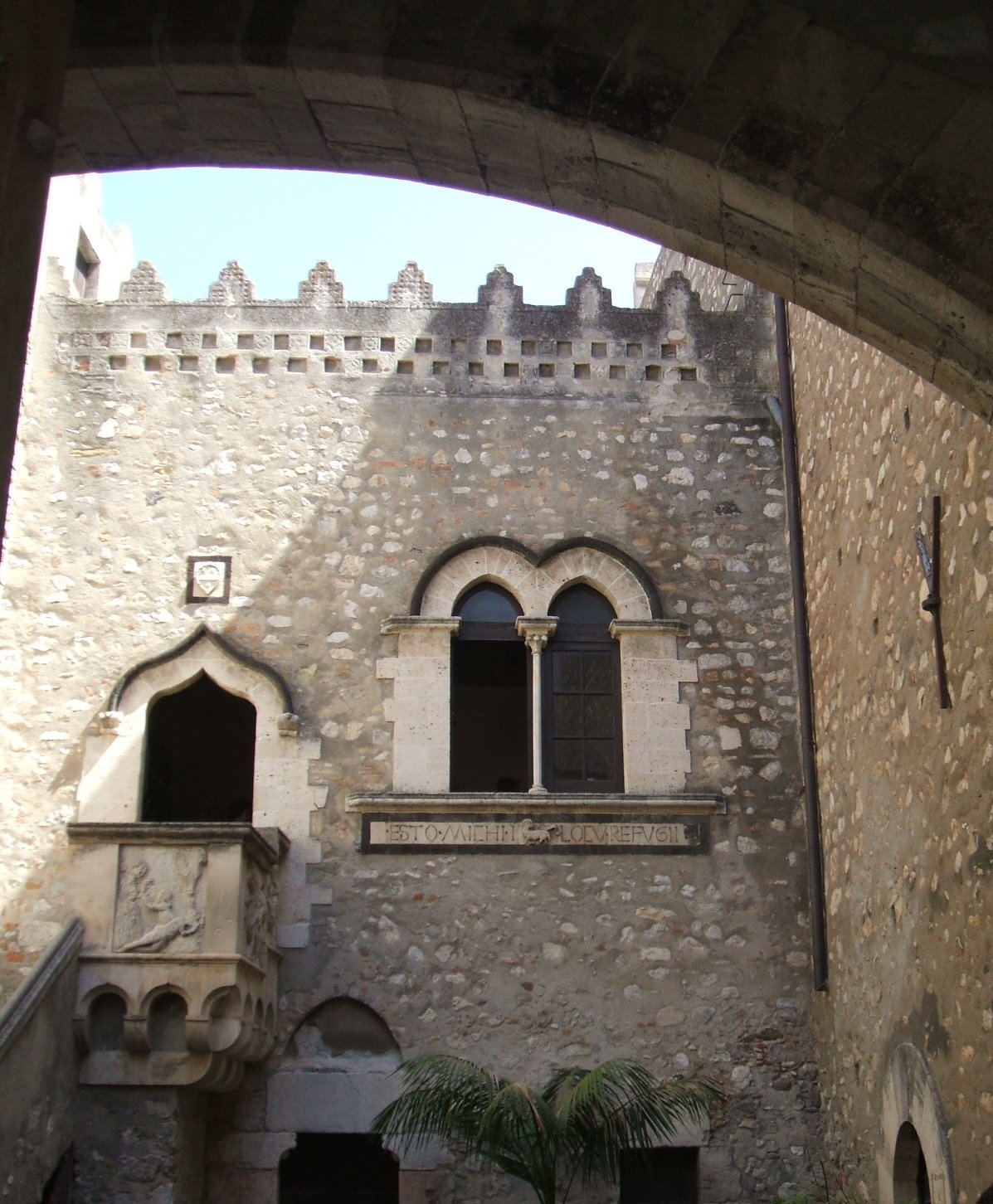
Palais de Taormina.
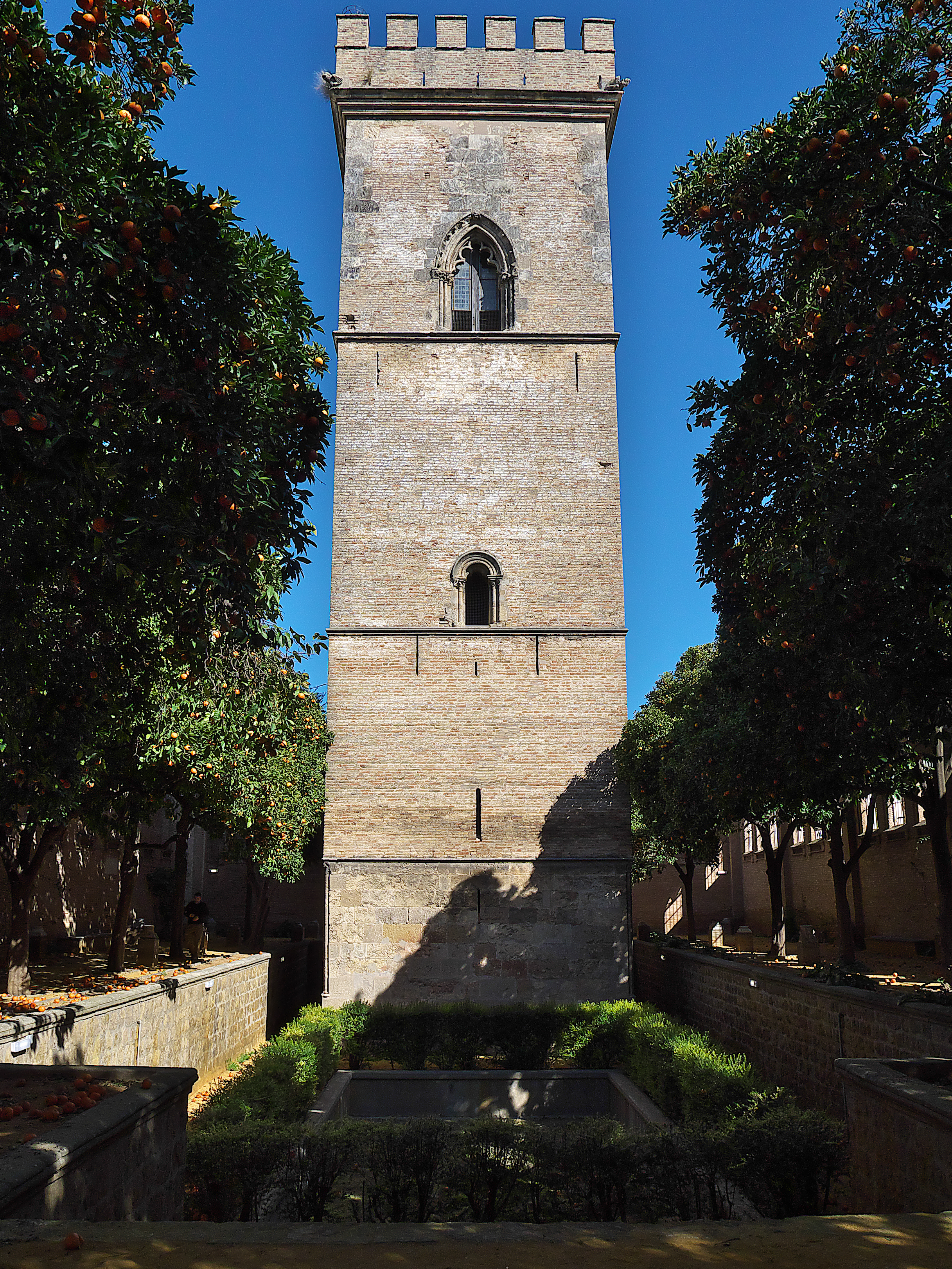
Tour de Federico.
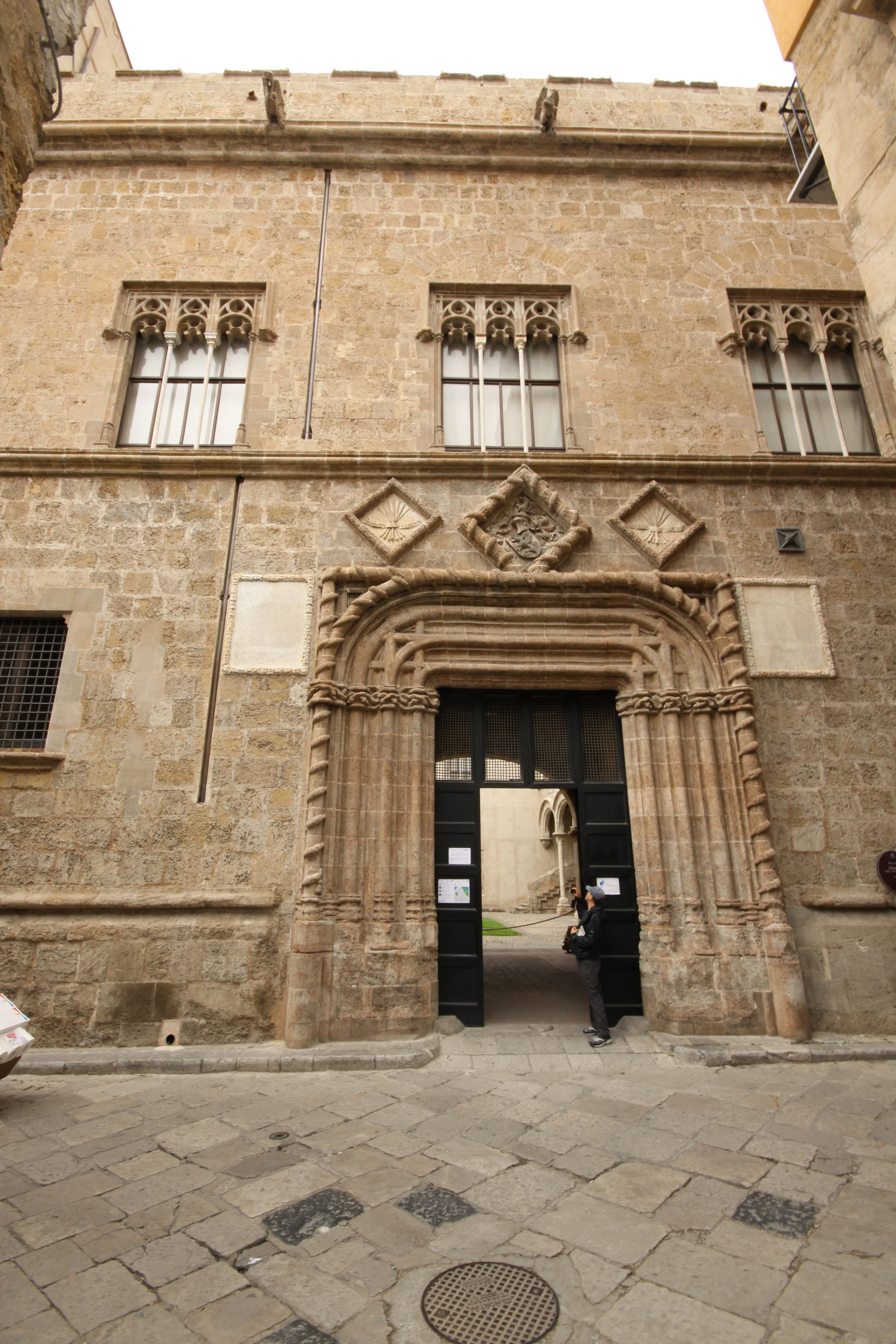
Façade gothique du Palazzo Abatellis, Palerme.
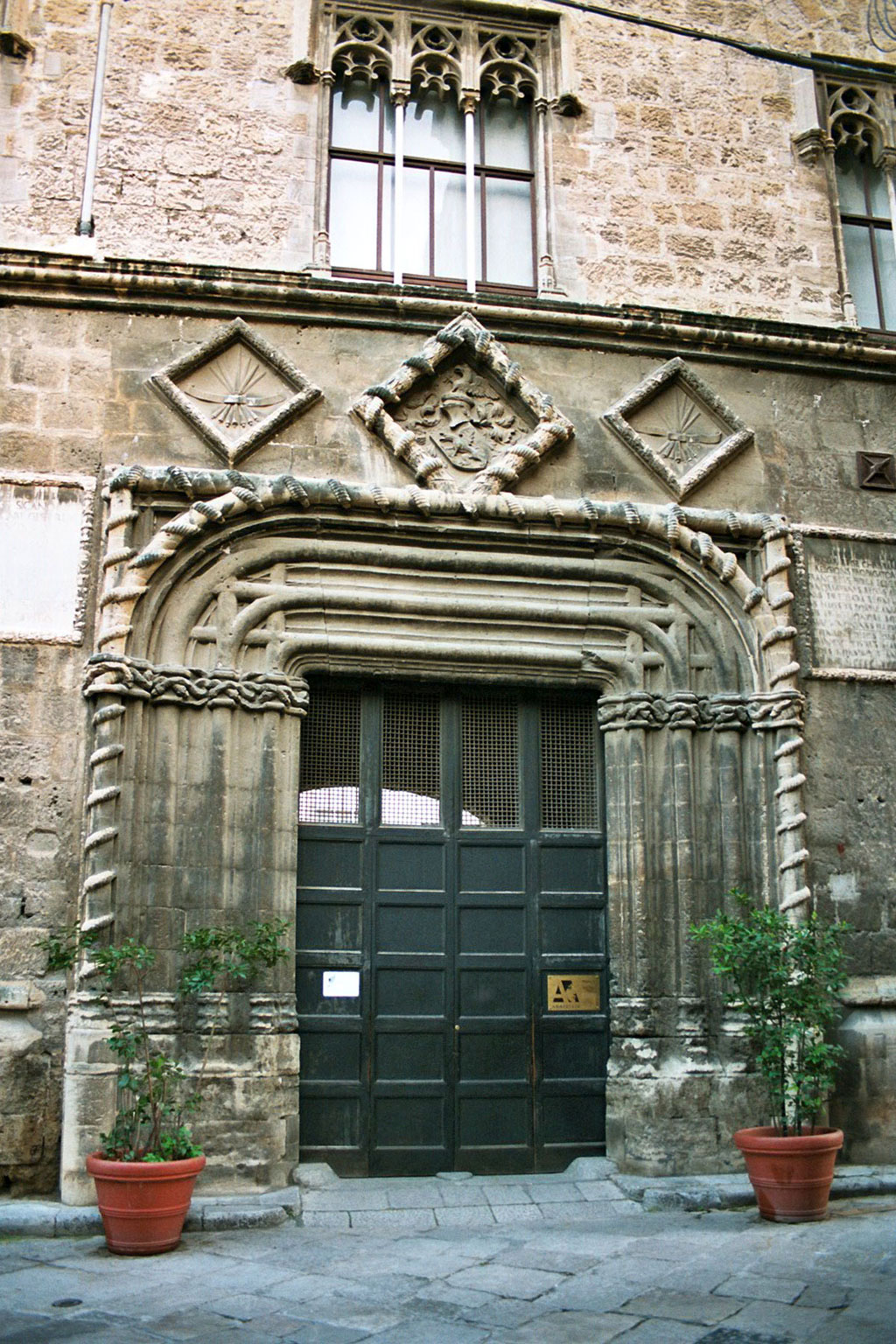
Détail de la porte gothique du palais.
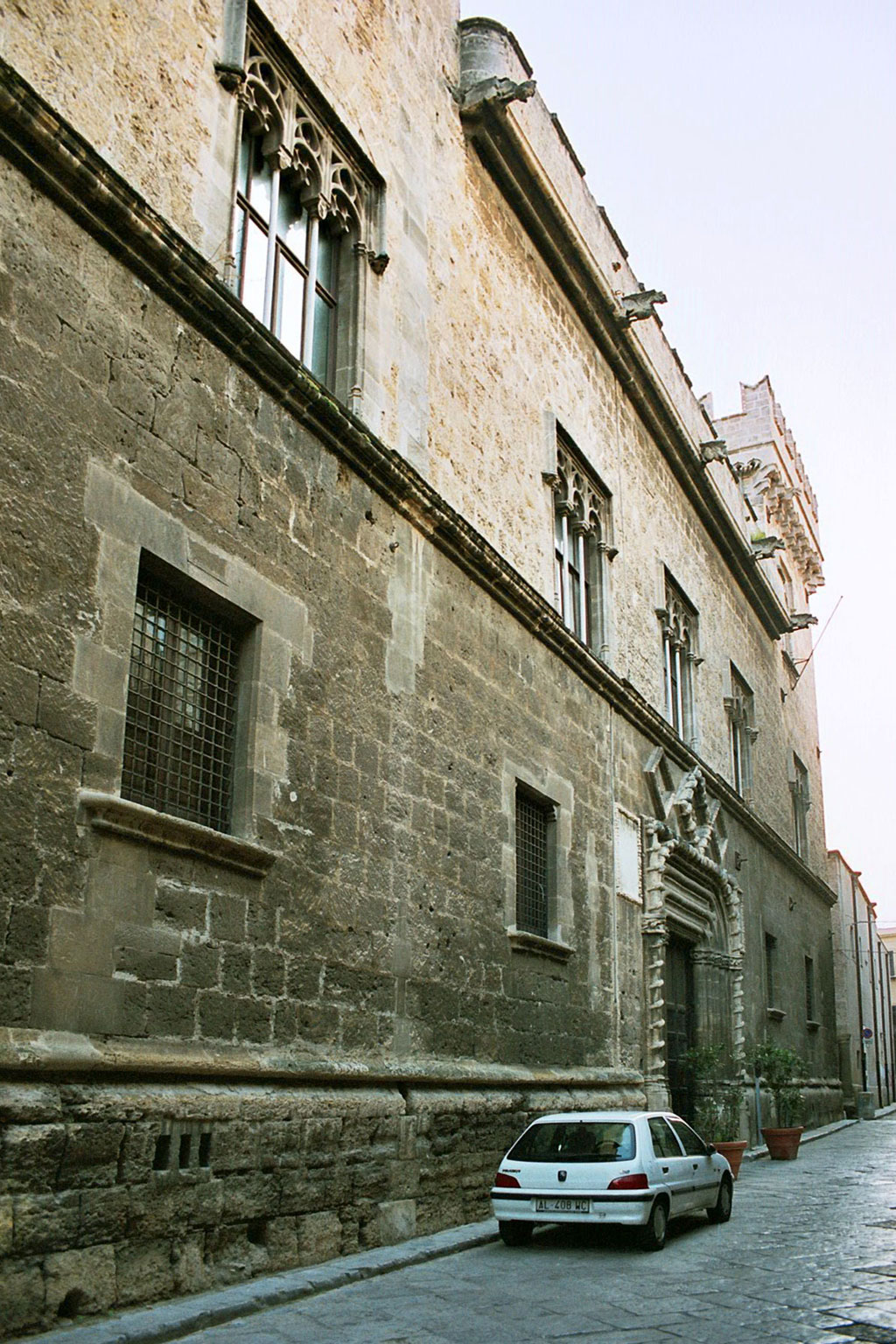
Fenêtres gothiques en Sicile.
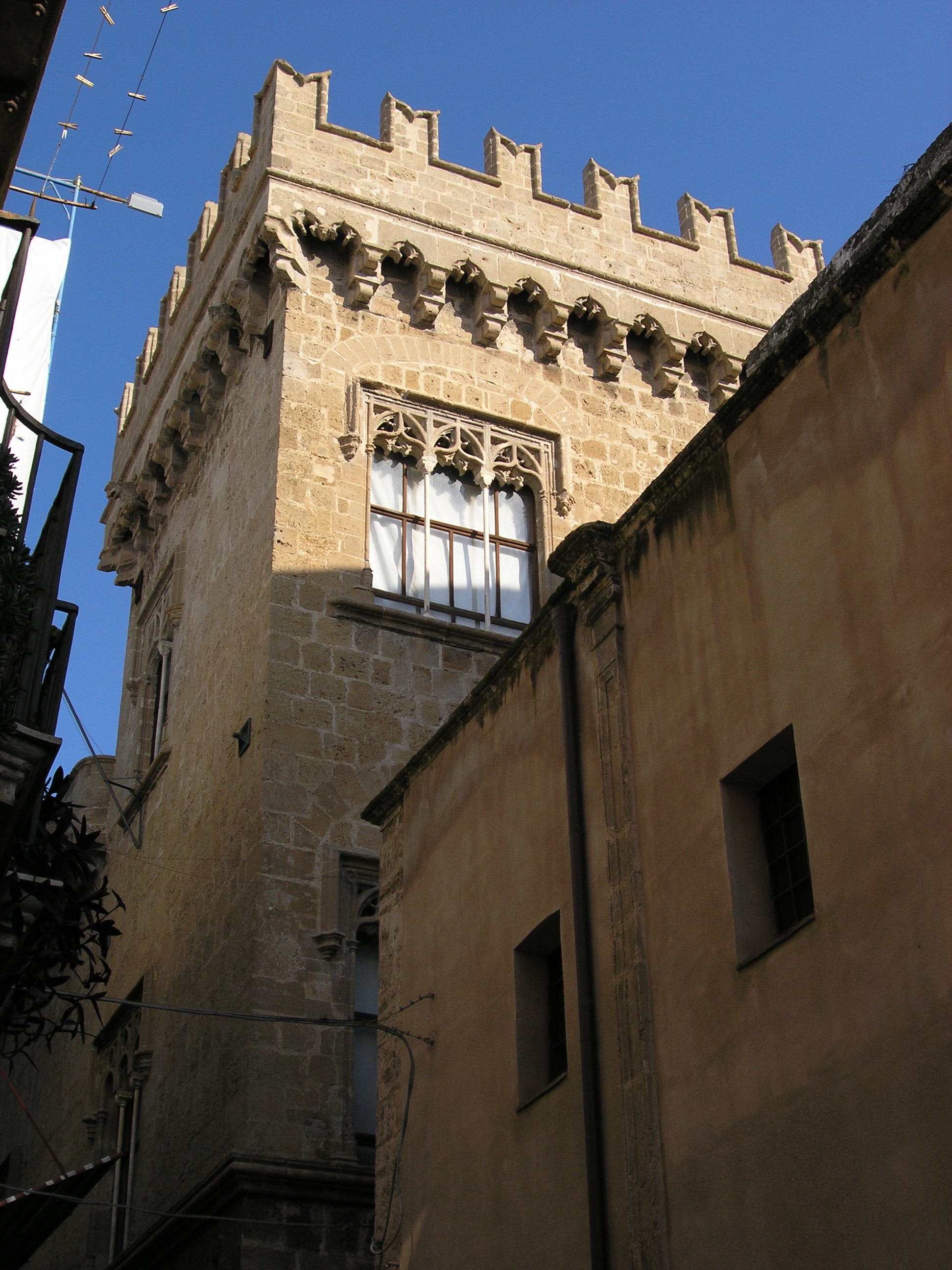
Tour du palais Abatellis.

## Source de traduction
- (it) Cet article est partiellement ou en totalité issu de l’article de Wikipédia en italien intitulé « Gotico internazionale in Italia » (voir la liste des auteurs).